# Carlos I de Inglaterra
Carlos I (Dunfermline, 19 de novembro de 1600 – Londres, 30 de janeiro de 1649) foi o Rei da Inglaterra, Escócia e Irlanda de 1625 até sua execução. Ele nasceu na Escócia como o segundo filho do rei Jaime VI da Escócia e sua esposa Ana da Dinamarca, porém seu pai herdou a coroa inglesa em 1603 e Carlos se mudou para a Inglaterra, onde passou a maior parte de sua vida. Ele se tornou o herdeiro aparente dos tronos inglês, escocês e irlandês em 1612 depois da morte de seu irmão mais velho Henrique Frederico, Príncipe de Gales. Várias opções para seu casamento foram exploradas, com uma tentativa impopular de casá-lo com uma princesa espanhola da Casa de Habsburgo culminando com Carlos realizando uma estadia fracassada de oito meses na Espanha em 1623. Ele acabou se casando dois anos depois com Henriqueta Maria da França, oriunda da Casa de Bourbon.
Carlos ascendeu ao trono em 1625 após a morte de seu pai e logo entrou em conflito com o Parlamento Inglês, que queria reduzir sua prerrogativa real. Ele acreditava no direito divino dos reis e ficou determinado em reinar de acordo com sua própria consciência. Muitos de seus súditos eram contra suas políticas, principalmente na cobrança de impostos sem consentimento parlamentar, enxergando suas ações como aquelas de um monarca absoluto tirânico. Suas políticas religiosas, aliadas ao seu casamento com uma católica, geraram antipatia e desconfiança de grupos religiosos reformistas, como os puritanos ingleses e os covenanters escoceses, que achavam suas opiniões muito católicas. Carlos apoiou eclesiásticos anglicanos da alta igreja e não prestou muita ajuda às forças protestantes que travavam a Guerra dos Trinta Anos no continente. Suas tentativas de forçar a Igreja da Escócia a adotar práticas anglicanas levou às Guerras dos Bispos, fortalecendo a posição dos parlamentos inglês e escocês.
Esses conflitos culminaram no começo da Guerra Civil Inglesa em 1642, com as forças de Carlos lutando contra os exércitos dos parlamentos inglês e escocês. Ele foi derrotado em 1645 pelo parlamentarista Novo Exército Modelo, deixando sua base em Oxford e fugindo para o norte. Carlos se rendeu para uma força escocesa e ele foi entregue para o Parlamento Longo em Londres depois de demoradas negociações entre os parlamentos inglês e escocês. Carlos se recusou a aceitar as exigências para uma monarquia constitucional e temporariamente escapou de seu cativeiro em novembro de 1647. Foi aprisionado na Ilha de Wight e forjou uma aliança com a Escócia, porém ao final de 1648 o Novo Exército Modelo já tinha consolidado seu controle sobre a Inglaterra. Carlos foi julgado, condenado e executado por alta traição em janeiro de 1649. A monarquia foi abolida e a Comunidade da Inglaterra foi estabelecida em seu lugar como uma república. A monarquia foi restaurada em 1660 com seu filho Carlos II.

## Infância

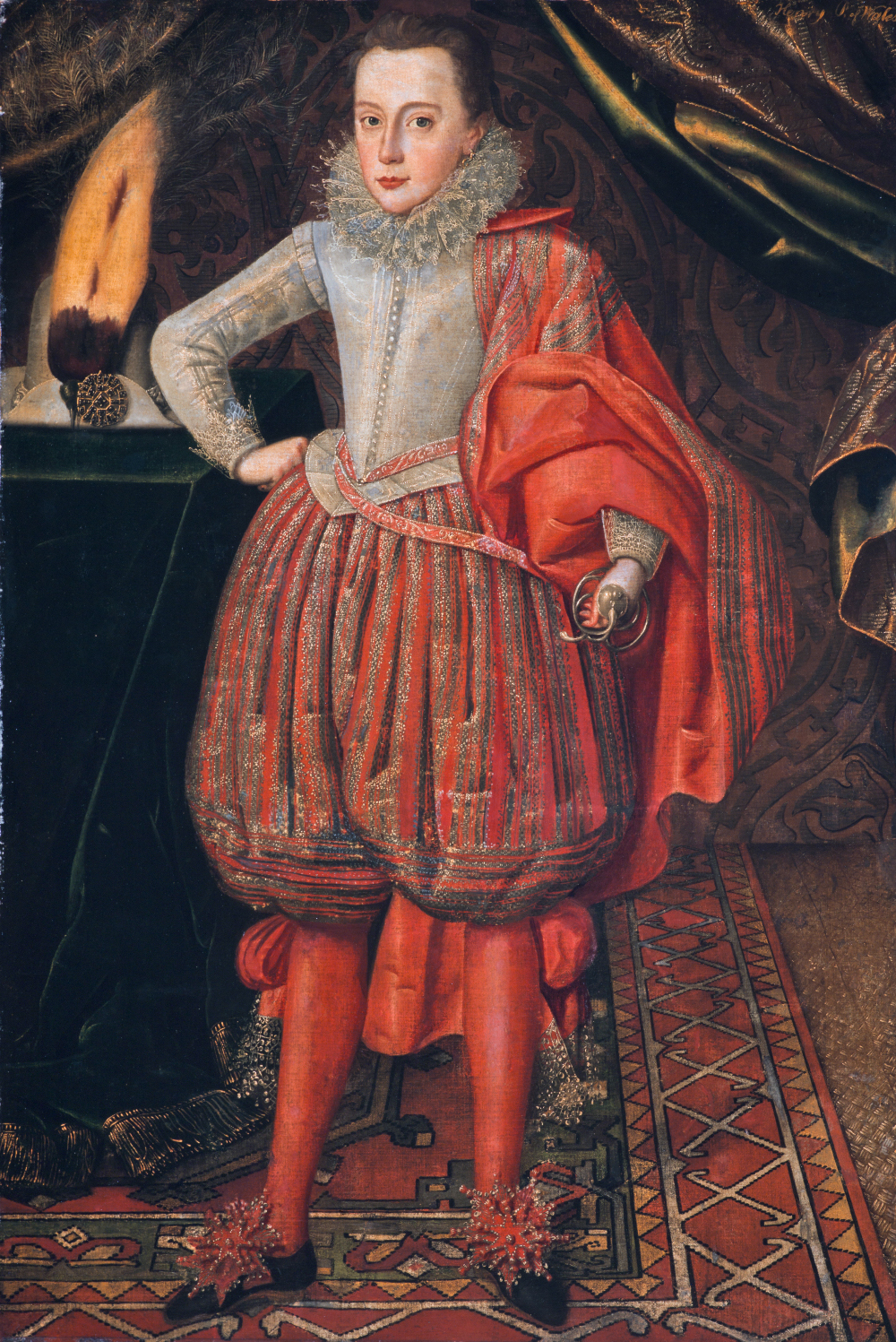
Carlos em 1610 por Robert Peake, o Velho

Carlos nasceu em 19 de novembro de 1600 no Palácio de Dunfermline, na cidade de Dunfermline na Escócia, o segundo filho do rei Jaime VI da Escócia e sua esposa Ana da Dinamarca. Ele foi batizado em 23 de dezembro por David Lindsay, o Bispo de Ross, durante uma cerimônia protestante realizada na capela real do Palácio de Holyrood em Edimburgo. Carlos foi criado Duque de Albany, o título tradicional do segundo filho do monarca escocês, com os títulos subsidiários de Marquês de Ormond, Conde de Ross e Senhor Ardmannoch.
Jaime VI era o primo de primeiro grau duas vezes removido da rainha Isabel I da Inglaterra, tornando-se o Rei da Inglaterra e Irlanda como Jaime I em 24 de março de 1603 depois da morte de Isabel sem deixar descendentes. Carlos na época era uma criança fraca e enferma, assim, por questão da sua saúde frágil, foi decidido que ele permaneceria na Escócia aos cuidados de Alexander Seton, 1º Senhor Fyvie e amigo antigo de seu pai, enquanto seus pais e seus irmãos mais velhos partiram para a Inglaterra em abril e início de junho do mesmo ano.
Carlos, em 1604 quando tinha três anos e meio, foi capaz de andar por toda a extensão do grande salão do Palácio de Dunfermline sem ajuda, sendo decidido que ele estava forte o suficiente para fazer a jornada até a Inglaterra e se reunir com sua família. Ele partiu em meados de julho de Dunfermline para a Inglaterra, onde passaria a maior parte do restante da sua vida. Carlos, na Inglaterra, foi colocado aos cuidados de Elizabeth Trevannion, a esposa do cortesão sir Robert Carey, que o fez usar botas feitas de couro espanhol e latão que tinham a intenção de fortalecer seus tornozelos fracos. Sua fala também se desenvolveu lentamente e ele manteve uma gagueira pelo resto da vida.
Foi criado Duque de Iorque em janeiro de 1605, título tradicional do segundo filho do monarca inglês, e cavaleiro da Ordem do Banho. Thomas Murray, um escocês presbiteriano, foi nomeado seu tutor. Carlos foi ensinado as matérias de clássicos, línguas, matemática e religião. Em 1611 foi feito um cavaleiro da Ordem da Jarreteira.
Carlos aparentemente conseguiu superar suas enfermidades, que talvez tenham sido causadas por raquitismo. Ele se tornou um cavaleiro e atirador habilidoso, também praticando esgrima. Mesmo assim, seu perfil público permaneceu baixo em contraste com Henrique Frederico, Príncipe de Gales, seu fisicamente mais forte e mais alto irmão mais velho, quem Carlos adorava e tentava emular. Henrique Frederico morreu aos dezoito anos no início de novembro de 1612 do que suspeitou-se ser febre tifoide, ou possivelmente porfiria. Carlos assim se tornou o herdeiro aparente, completando doze anos algumas semanas depois. Como o filho mais velho vivo do soberano, ele automaticamente recebeu vários títulos, incluindo Duque da Cornualha e Duque de Rothesay. Foi criado Príncipe de Gales e Conde de Chester em novembro de 1616.

## Herdeiro aparente

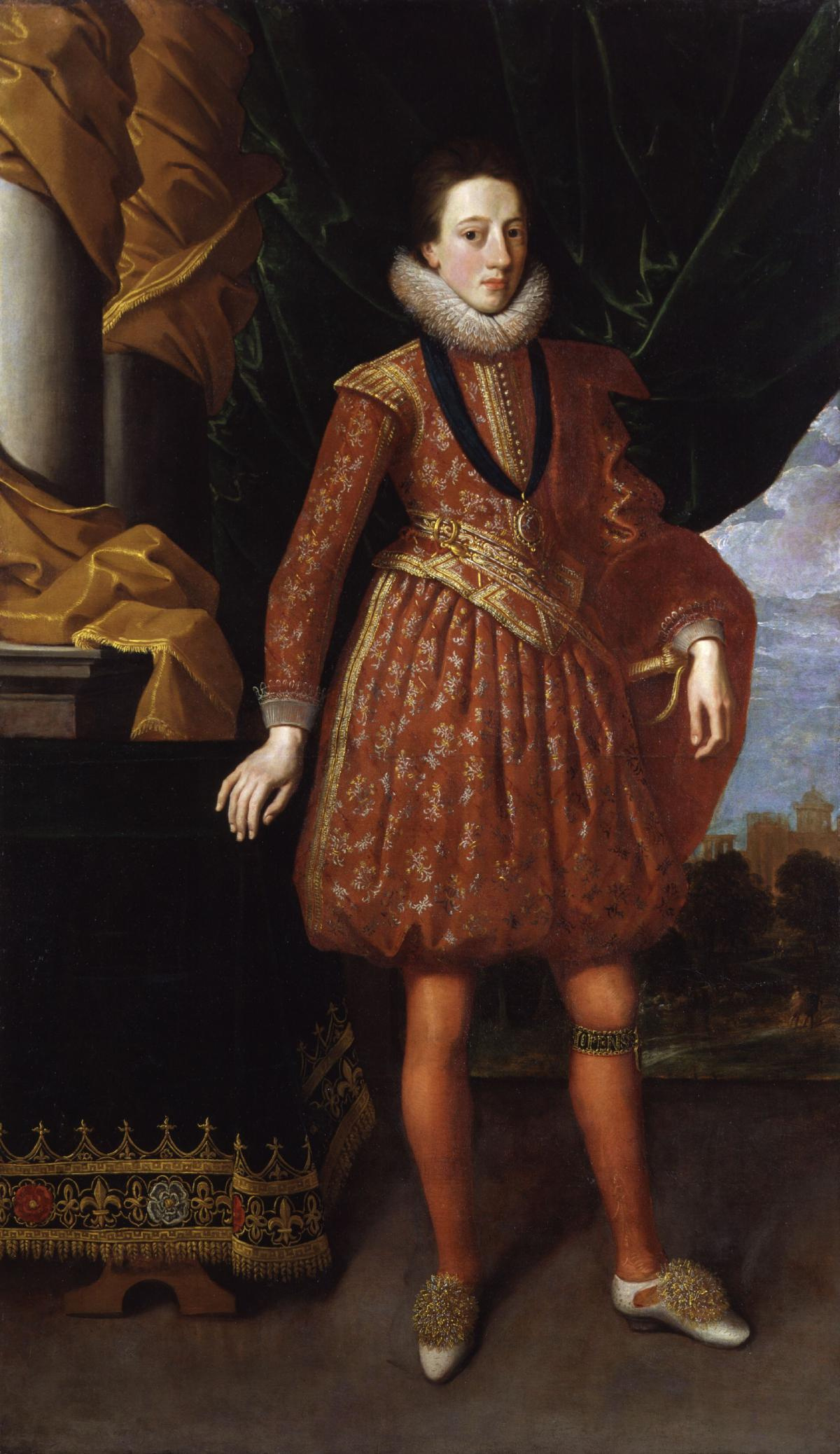
Carlos c. 1616 por Abraham van Blijenberch

Isabel, irmã mais velha de Carlos, se casou em 1613 com Frederico V, Eleitor Palatino, e foi morar em Heidelberg. O arquiduque Fernando da Áustria, um católico da Casa de Habsburgo, foi eleito Rei da Boêmia em 1617. Os boêmios se revoltaram no ano seguinte, defenestrando os governadores católicos. A dieta boêmia escolheu Frederico, líder da União Protestante, como seu novo monarca e Fernando foi eleito Sacro Imperador Romano. Frederico aceitar o trono boêmio em desafio ao imperador marcou o início de um tumulto que se desenvolveria na Guerra dos Trinta Anos. O conflito originalmente ficou confinado à Boêmia, mas logo tornou-se uma guerra europeia, com o Parlamento Inglês e o público rapidamente passando a enxergar como uma disputa continental polarizada entre catolicismo e protestantismo. Frederico foi derrotado em 1620 na Batalha da Montanha Branca próximo de Praga e suas terras hereditárias no Eleitorado do Palatinado foram invadidas por uma força Habsburgo dos Países Baixos Espanhóis. Apesar disso, Jaime estava procurando um casamento entre Carlos e a infanta Maria Ana da Espanha, uma católica sobrinha de Fernando, passando a enxergar esse casamento espanhol como um possível meio diplomático para alcançar a paz na Europa.
Infelizmente para Jaime, as negociações com a Espanha mostraram-se impopulares tanto com o público quanto dentro de sua própria corte. O Parlamento Inglês era abertamente contra a Espanha e catolicismo, assim, quando foi convocado pelo rei em 1621, seus membros esperavam pela aplicação das leis de rejeição, uma campanha naval contra os espanhóis e um casamento protestante para Carlos. Francis Bacon, 1.º Visconde de St Alban e Lorde Chanceler de Jaime, sofreu impeachment na Câmara dos Lordes por corrupção, o primeiro desde 1459 sem a sanção oficial do rei na forma de um bill of attainder. Este incidente estabeleceu um precedente importante, pois o processo de impeachment seria posteriormente usado contra Carlos e seus apoiadores. Jaime insistiu para que a Câmara dos Comuns se preocupasse exclusivamente com questões domésticas, enquanto seus membros protestaram que tinham privilégio de liberdade de expressão dentro da câmara, exigindo uma guerra contra a Espanha e uma esposa protestante para Carlos. Este, assim como seu pai, considerou impertinente a discussão sobre seu casamento na Câmara dos Comuns e uma violação da prerrogativa real do rei. Jaime dissolveu o parlamento em janeiro de 1622 por estar furioso por aquilo que considerava ser insolência e intransigência por parte de seus membros.

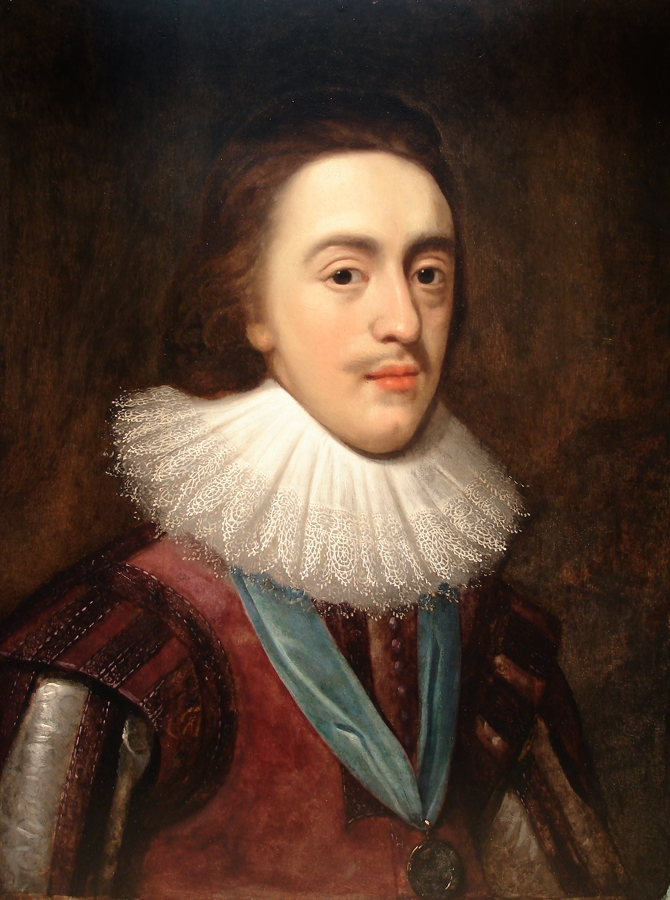
Carlos c. 1623 por Daniël Mijtens

Carlos e George Villiers, 1.º Duque de Buckingham, um dos favoritos de Jaime e alguém que exercia grande influência sobre Carlos, viajaram para a Espanha em fevereiro de 1623 com o objetivo de finalizarem o planejado casamento . A viagem foi um fracasso vergonhoso. Mariana Ana achou que Carlos era nada mais do que um infiel e os espanhóis exigiram que ele se convertesse ao catolicismo como uma das condições para o casamento. Também insistiram na tolerância para católicos na Inglaterra, a revogação das leis penais inglesas, algo que Carlos sabia que o parlamento não concordaria, e que Maria Ana permanecesse na Espanha por mais um ano depois do casamento a fim de garantir que a Inglaterra cumprisse com os termos. Buckingham teve uma briga pessoal com Gaspar de Guzmán, Conde de Olivares e o principal ministro espanhol, assim Carlos foi obrigado a realizar pessoalmente as negociações. Eles voltaram para Londres em outubro sem uma noiva e para uma recepção pública extasiada e aliviada, com ambos passando a defender que Jaime declarasse guerra contra a Espanha.
O rei, encorajado por seus conselheiros protestantes, convocou o Parlamento Inglês em 1624 para pedir por subsídios para uma guerra. Carlos e Buckingham apoiaram o impeachment de Lionel Cranfield, 1º Conde de Middlesex e Lorde Tesoureiro, que se opunha à guerra por motivos de custos, mas ele rapidamente caiu como havia ocorrido com St Alban. Jaime chamou Buckingham de tolo e prescientemente avisou Carlos que ele viveria para se arrepender de ter ressuscitado o impeachment como instrumento parlamentar. Um exército improvisado e subfinanciado sob Ernst von Mansfeld partiu para o Palatinado, mas estava tão mal equipado que nunca avançou além do litoral neerlandês.
Jaime estava cada vez mais enfermo e fraco em 1624, consequentemente tendo grandes dificuldades para controlar o parlamento. Jaime VI & I morreu em 27 de março de 1625 durante um ataque violento de disenteria, época em que Carlos e Buckingham já tinham assumido o controle de fato dos reinos.

## Início de reinado

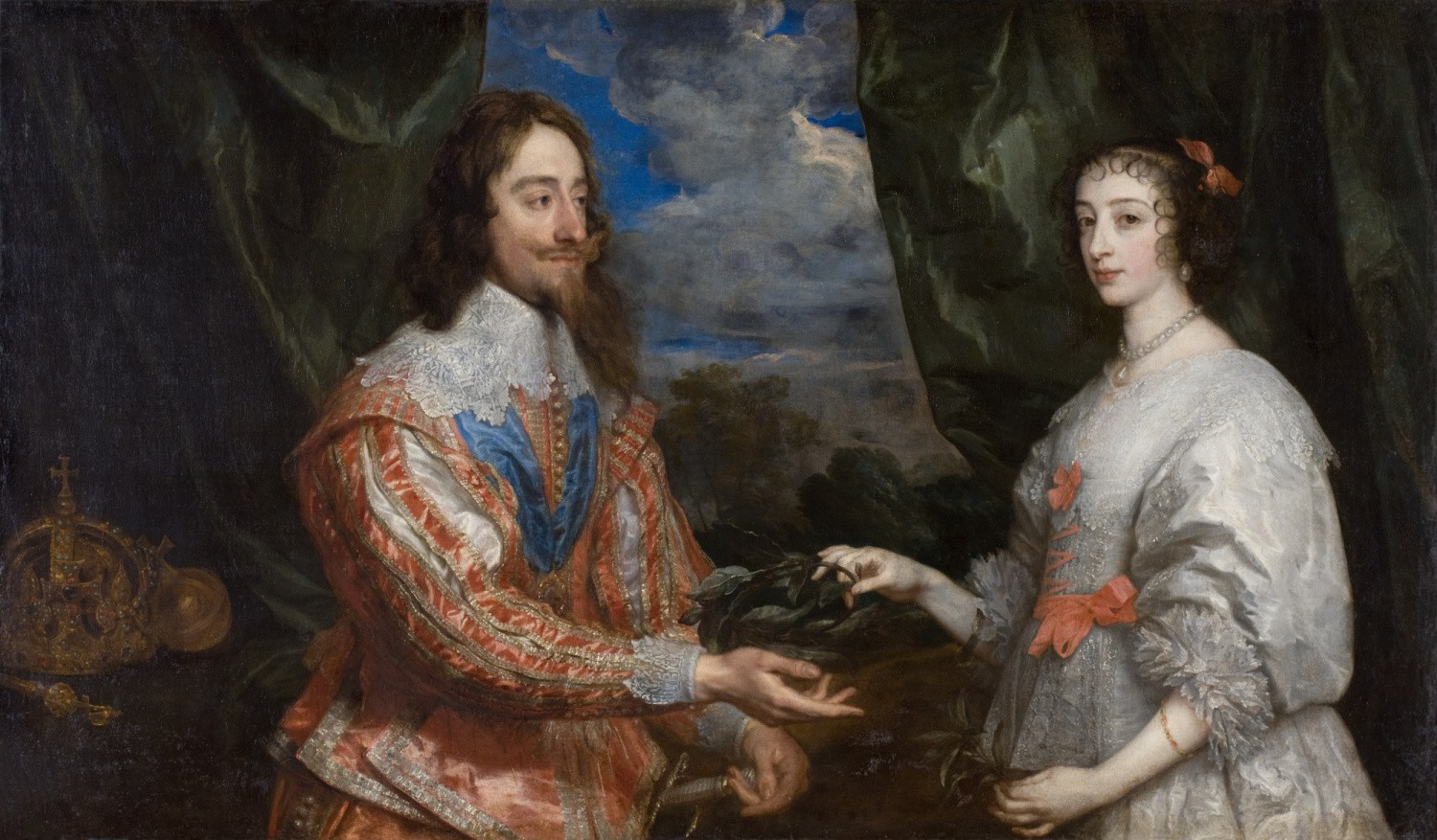
Carlos e Henriqueta em 1632 por Antoon van Dyck

Carlos e Buckingham, com o fracasso do casamento espanhol, voltaram suas atenções para a França. O novo rei se casou por procuração em 1º de maio nas portas da Catedral de Notre-Dame de Paris com Henriqueta Maria, filha de quinze anos do rei Henrique IV da França. Os dois tinham se conhecido em Paris enquanto Carlos seguia para a Espanha. O casal se encontrou pessoalmente em 13 de junho na Cantuária. Carlos adiou abrir seu primeiro parlamento até que o casamento estivesse consumado para prevenir qualquer oposição. Muitos membros da Câmara dos Comuns eram contra o casamento com uma católica, temendo que o rei fosse acabar com as restrições a católicos não-conformistas e minar a instituição oficial da reformada Igreja Anglicana. Carlos garantiu ao parlamento que não relaxaria as restrições religiosas, mas tinha prometido fazer exatamente isso no tratado secreto de casamento que tinha firmado com seu cunhado, o rei Luís XIII da França. Além disso, o tratado emprestou aos franceses sete navios de guerra ingleses que foram usados em setembro na subjugação dos huguenotes protestantes em La Rochelle. Carlos foi coroado na Abadia de Westminster em 2 de fevereiro de 1626, porém sem Henriqueta Maria, que tinha se recusado a participar de uma cerimônia religiosa protestante.
Desconfiança sobre as políticas religiosas de Carlos aumentaram com seu apoio a Richard Montagu, um controverso eclesiástico anticalvinista, que não tinha boa reputação com os puritanos. Em seu panfleto A New Gag for an Old Goose de 1624, resposta ao católico A New Gag for the New Gospel, Montagu argumentou contra a predestinação calvinista, que Deus predetermina salvação e condenação. Anticalvinistas, conhecidos como arminianos, acreditavam que as pessoas poderiam influenciar seus destinos pelo livre-arbítrio. Teólogos arminianos tinham sido uma das poucas fontes de apoio para o casamento espanhol de Carlos. Montagu, com o apoio do rei, produziu outro panfleto, Appello Caesarem, publicado em 1625 pouco depois da  ascensão de Carlos. Este, a fim de proteger Montagu da estritura dos puritanos membros do parlamento, o nomeou capelão real, intensificando as muitas suspeitas dos puritanos que Carlos favorecia o arminianismo como uma tentativa clandestina de ajudar no ressurgimento católico.
O parlamento preferiu um ataque naval relativamente barato contra as colônias espanholas no Novo Mundo em vez de envolvimento direto na guerra continental, na esperança de capturarem uma das frotas de tesouro espanholas. Foi aprovado um subsídio de 140 mil libras esterlinas, insuficiente para os planos de guerra de Carlos. Além disso, a Câmara dos Comuns limitou para apenas um ano sua autorização para a cobrança real de tonelagem e peso, duas variedades de impostos aduaneiros, apesar de monarcas anteriores desde Henrique VI terem recebido o direito vitalício. O parlamento assim poderia adiar a aprovação de cotações até depois de uma revisão das receitas aduaneiras. O projeto de lei não avançou na Câmara dos Lordes além de sua primeira leitura. Carlos continuou a cobrar os impostos, mesmo sem um Ato Parlamentar para tal.

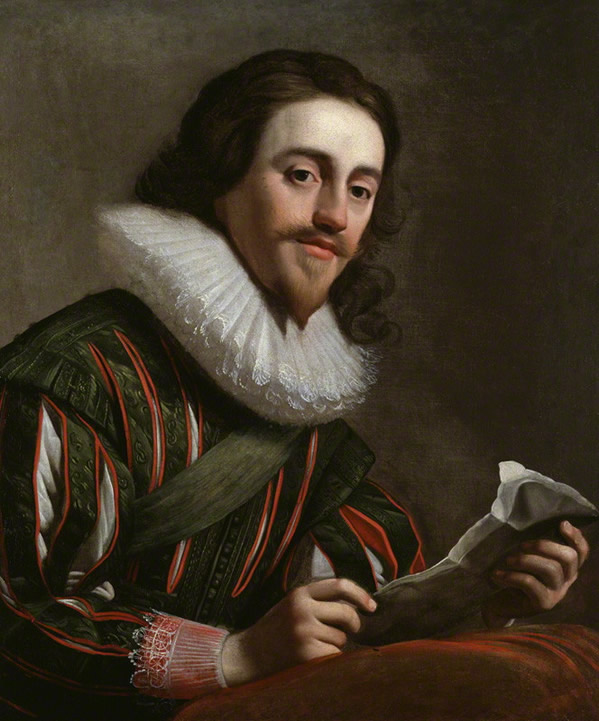
Carlos em 1628 por Gerard van Honthorst

Uma mal concebida e executada expedição naval contra a Espanha sob Buckingham terminou em fracasso, com a Câmara dos Comuns iniciando os procedimentos para seu impeachment. Carlos nomeou Buckingham em maio de 1626 como Chanceler da Universidade de Cambridge em uma demonstração de apoio. O rei também fez com que dois membros do parlamento, Dudley Digges e sir John Eliot, fossem presos nas portas da câmara. A Câmara dos Comuns ficou indignada e ambos foram libertados depois de uma semana. O parlamento lançou em 12 de junho um protesto direto atacando Buckingham, afirmando que "Nós protestamos diante de sua Majestade e do mundo tudo que até esta grande pessoa seja removida de se intrometer nos grandes assuntos de estado, estamos sem esperança de qualquer bom sucesso; e tememos que qualquer dinheiro que dermos ou possamos dar, através do seu emprego indevido, ser mais voltado para a dor e prejuízo deste seu reino do que de outra forma, como por experiência lamentável encontramos esses grandes suprimentos anteriormente e recentemente dados". Carlos, apesar dos protestos, se recusou a dispensar seu amigo, dissolvendo o parlamento.
Enquanto isso, brigas domésticas entre Carlos e Henrique Maria prejudicaram os primeiros anos de seu casamento. Disputas sobre a conjunta da rainha, nomeações para criadagem e a prática de sua religião culminaram no rei expulsando a maioria de seu atendentes franceses em agosto de 1626. Carlos lançou em 1627 um ataque contra o litoral francês a fim de defender os huguenotes em La Rochelle. A ação foi liderada por Buckingham e não foi bem-sucedida. O fracasso deste em proteger os huguenotes e depois seu recuo para Saint-Martin-de-Ré fez Luís cercar La Rochelle, aumentando ainda mais a insatisfação parlamentar e do público com Buckingham.
Carlos provocou mais insatisfações ao tentar angariar fundos por meio de "empréstimos forçados", imposto cobrado sem consentimento parlamentar. Um caso julgado em tribunal em novembro de 1627, chamado de "Caso dos Cinco Cavaleiros", determinou que o rei tinha a prerrogativa de aprisionar sem julgamento aqueles que se recusavam a pagar o empréstimo forçado. O parlamento foi convocado em março de 1628 e adotou em 26 de maio o Direito de Petição, pedindo para Carlos reconhecer que não poderia cobrar impostos sem consentimento parlamentar, impor leis marciais em civis, aprisioná-los sem o devido processo ou aquartelar tropas em suas casas. O rei consentiu para a petição em 7 de junho, porém no final do mês ele prorrogou o parlamento e reafirmou seu direito para cobrar impostos aduaneiros sem autorização parlamentar.
Buckingham foi assassinado em 23 de agosto de 1628. Carlos ficou profundamente perturbado. Segundo Edward Hyde, 1º Conde de Clarendon, o rei "jogou-se em sua cama, lamentando com muita paixão e com abundância de lágrimas". Ele permaneceu de luto em seus aposentos por dois dias. O público jubilou com a morte de Buckingham, acentuando o distanciamento entre a corte e o povo e entre a Coroa e o parlamento. A morte de Buckingham praticamente encerrou a guerra com a Espanha, mas não acabou com os conflitos de Carlos com o parlamento. Entretanto, ela coincidiu com a melhora do relacionamento de Carlos e Henriqueta Maria, com suas brigas sendo resolvidas até novembro. É possível que os laços emocionais de Carlos foram transferidos de Buckingham para Henrique Maria. Ela engravidou pela primeira vez e o laço entre os dois se fortaleceu. Juntos passaram a personificar uma imagem de virtude e vida familiar, com sua corte se tornando um modelo de moralidade e formalidade.

## Reinado Pessoal

### Prorrogação do parlamento

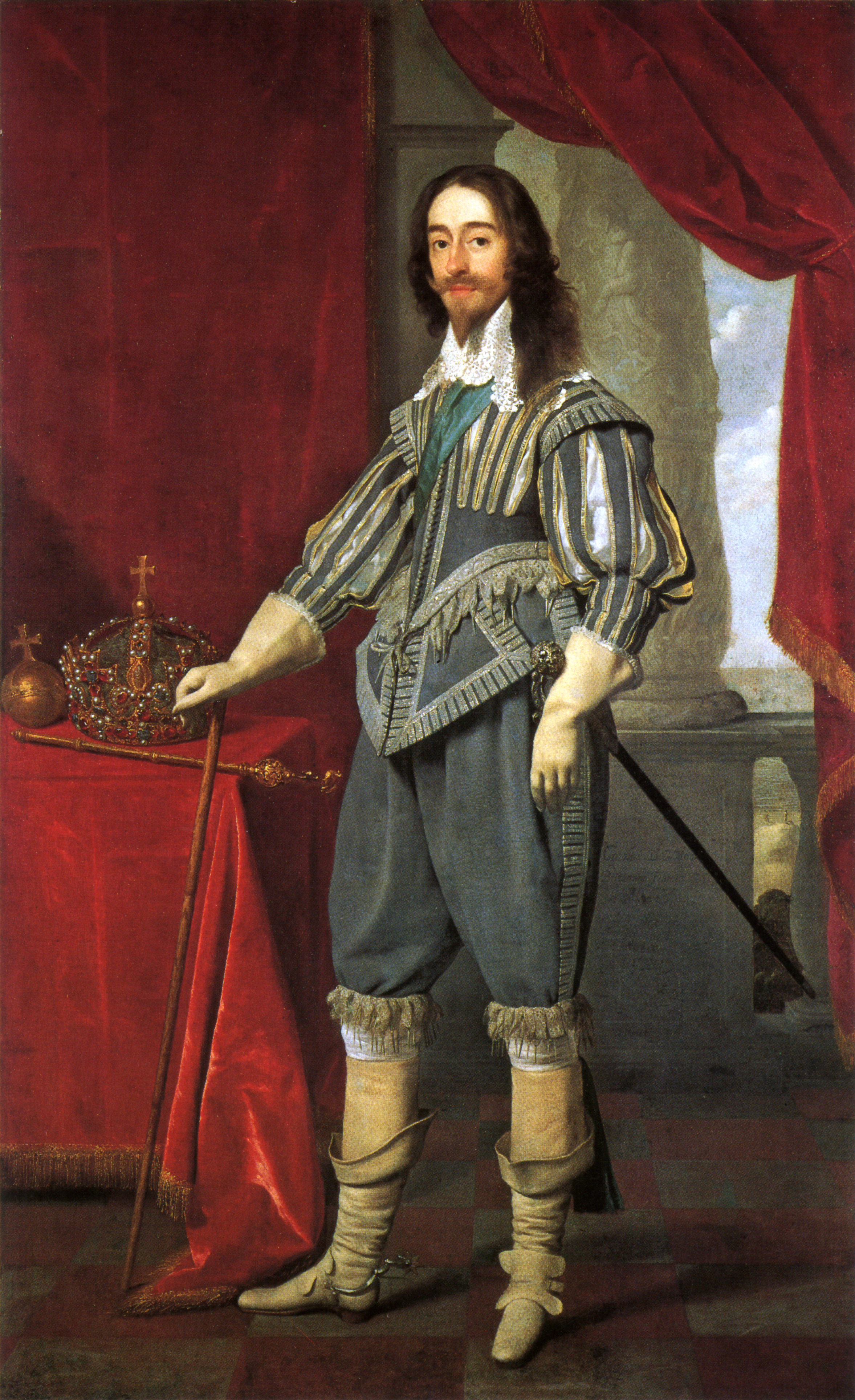
Carlos em 1631 por Daniël Mijtens

Carlos abriu em junho de 1628 a segunda sessão do Parlamento Inglês em janeiro de 1629, que havia sido prorrogado em junho de 1628, com uma discurso moderado sobre a questão da tonelagem e peso. Membros da Câmara dos Comuns começaram a expressar sua oposição às políticas do rei devido ao caso de John Rolle, um membro do parlamento cujos bens haviam sido confiscados por não pagar a tonelagem e peso. Muitos parlamentares enxergaram a imposição do imposto como uma violação do Direito de Petição. Carlos ordenou um adiamento do parlamento em 2 de março, porém seus membros forçaram sir John Finch, o Presidente da Câmara dos Comuns, a continuar sentado em seu assento para que assim a sessão se prolongasse o suficiente para que as resoluções contra o catolicismo, arminianismo e tonelagem e peso fossem lidas e aclamadas pela câmara. A provocação foi demais para o rei, que dissolveu o parlamento e fez com que nove líderes parlamentares fossem presos pela questão, consequentemente transformando-os em mártires e dando causa popular aos seus protestos.
Um reinado pessoal necessitava que o reino estivesse paz. Carlos, sem meios no futuro próximo de angariar fundos do parlamento para uma guerra europeia e sem a ajuda de Buckingham, firmou tratados de paz tanto com a França quanto com a Espanha. Pelos onze anos seguintes Carlos governou a Inglaterra sem um parlamento, período conhecido como Reinado Pessoal ou "onze anos de tirania". Governar sem um parlamento não era algo excepcional e tinha o apoio de precedente. Porém apenas o parlamento poderia legalmente aumentar impostos e sem eles a capacidade do rei de adquirir dinheiro para seu tesouro real limitava-se a seus direitos e prerrogativas costumeiras.

### Finanças

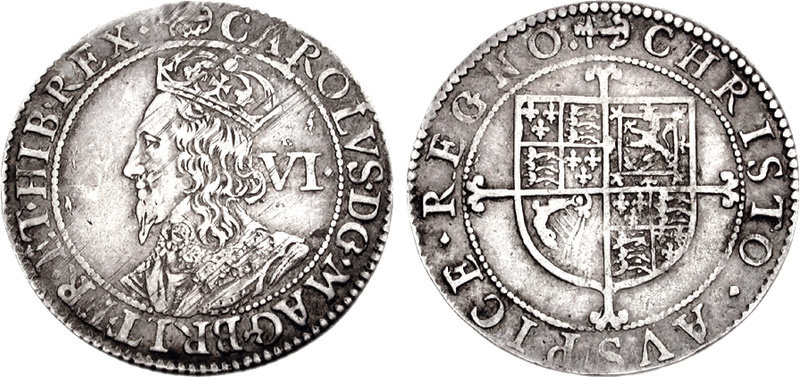
Moeda sixpence inglesa de Carlos

Um grande déficit fiscal surgiu durante os reinados de Isabel e Jaime. A despeito das curtas campanhas militares de Buckingham contra a Espanha e França, Carlos tinha pouca capacidade para guerrear no além-mar. Durante seu reinado foi obrigado a depender principalmente de forças voluntárias para defesa e em esforços diplomáticos para apoiar sua irmã Isabel e seu objetivo de política externa que era a restauração do Eleitorado do Palatinado. A Inglaterra era o país com os menores impostos da Europa, sem imposto oficial de consumo e sem tributação direta regular. O rei, a fim de aumentar a receita sem convocar o parlamento, reviveu uma lei praticamente esquecida chamada "Distração de Fidalguia", em suspenso por mais de um século, que exigia que todo homem que ganhasse mais de quarenta libras anualmente de sua terra se apresentasse na coroação para ser feito cavaleiro. Carlos baseou-se nesse antigo estatuto para multar todos que não tinham comparecido a sua coroação em 1626.
O principal imposto cobrado por Carlos era um imposto feudal conhecido como dinheiro de navio, que mostrou-se ainda mais impopular e lucrativo. A cobrança do dinheiro de navio anteriormente tinha sido autorizada apenas durante tempos de guerra e apenas em regiões litorâneas. Porém o rei argumentou que nada legalmente impedia que o imposto fosse cobrado em tempos de paz para defesa e em todo o reino. O dinheiro de navio era pago diretamente ao Tesouro da Marinha e proporcionou entre 150 e duzentas mil libras anualmente entre 1634 e 1638, depois do qual as arrecadações diminuíram. A oposição contra o dinheiro de navio cresceu gradualmente, porém os doze juízes de direito comum da Inglaterra julgaram que o imposto estava dentro da prerrogativa do rei, porém alguns deles tinham ressalvas. A acusação de John Hampden por falta de pagamento em 1637–38 proporcionou uma plataforma para protesto popular e os juízes condenaram Hampden por apenas uma pequena margem de 7–5.

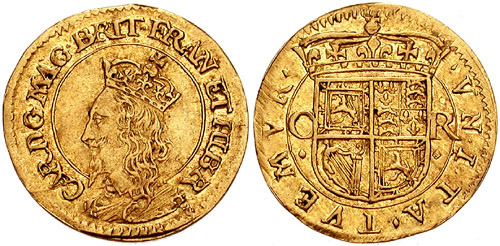
Moeda coroa escocesa de Carlos

Carlos também tirava dinheiro da concessão de monopólios, apesar da existência de um estatuto proibindo tal ação, que, apesar de ineficiente, arrecadou um estimado de cem mil libras no final da década de 1630. Um desses monopólios era para sabão, chamado pejorativamente de "sabão papista" porque alguns de seus patrocinadores eram católicos. O rei também arrecadou dinheiro da nobreza escocesa ao preço de considerável acrimônia por meio do Decreto de Revogação de 1625, pelo qual todas as doações de terras reais ou da igreja feitas à nobreza desde 1540 foram revogadas, com a continuação da propriedade sujeita a um aluguel anual. Além disso, as fronteiras das florestas reais na Inglaterra foram restauradas aos seus limites antigos como parte de um esquema para maximizar a renda explorando a terra e multando os usuários da terra por invasão dentro dos limites reafirmados. O objetivo era desflorestamento e venda das terras das florestas para conversão em pastagens e cultivos aráveis, ou ainda, como no caso da Floresta de Dean, no desenvolvimento da indústria de ferro. O desflorestamento frequentemente causou tumultos e perturbações.
Carlos enfrentou a falência em meados de 1640. A Cidade de Londres se recusou a emprestar dinheiro ao rei, bem como países estrangeiros. Carlos acabou tomando lingotes de prata com valor de 130 mil libras em julho que eram mantidas na casa da moeda na Torre de Londres, prometendo devolvê-las posteriormente aos seus donos com juros de oito por cento. A Companhia das Índias Orientais lhe recusou um empréstimo em agosto, assim Francis Cottington, 1º Barão Cottington, tomou o estoque de pimenta e especiarias da companhia e os vendeu por sessenta mil libras, muito abaixo do valor de mercado, prometendo reembolsar o dinheiro mais tarde com juros.

## Conflitos religiosos

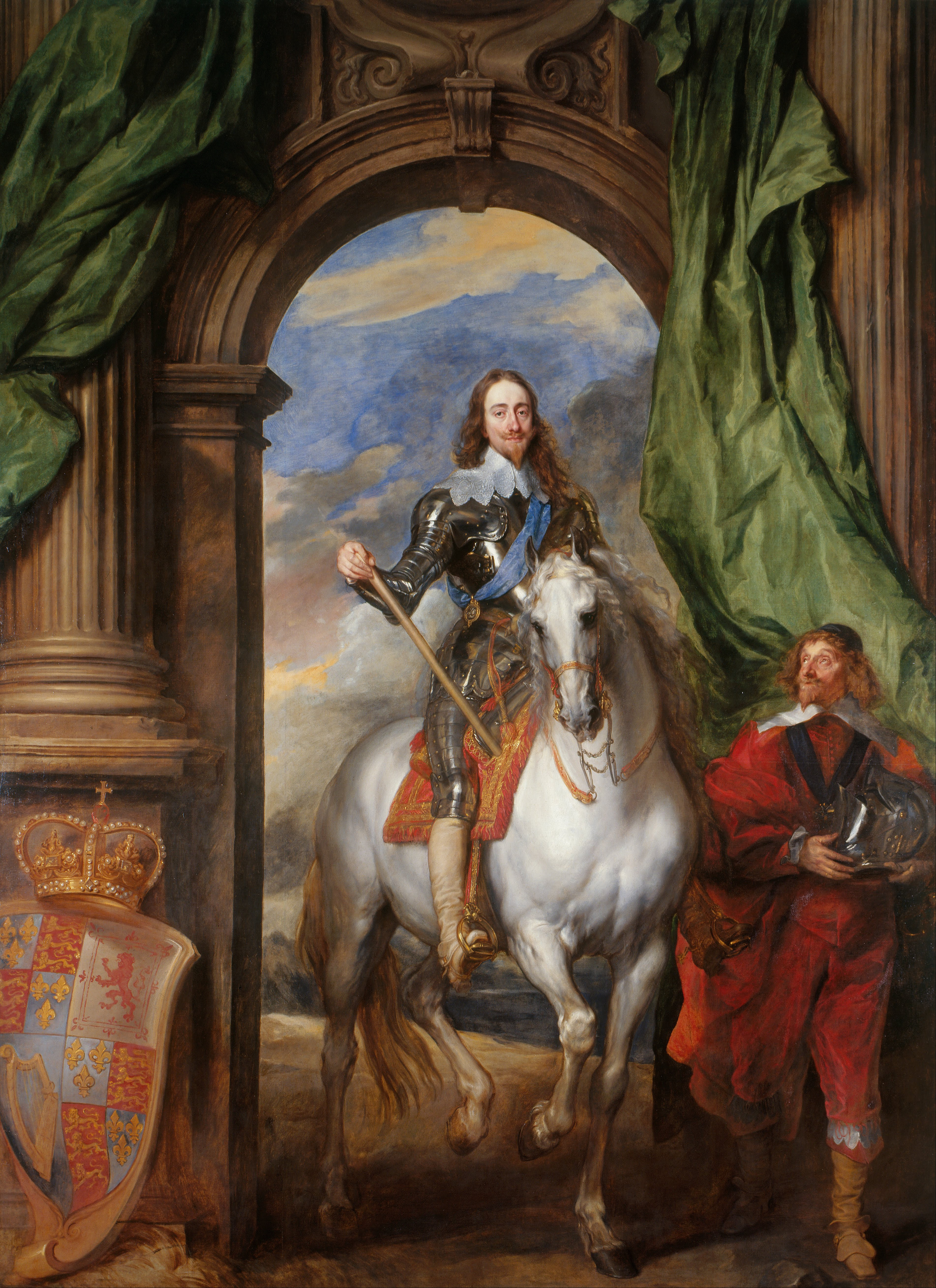
Carlos I com S. de St Antoine, por Antoon van Dyck em 1633

A Reforma Inglesa esteve no centro do debate político no reinado de Carlos. A teologia arminiana enfatizava autoridade clerical e a capacidade de um indivíduo de rejeitar ou aceitar a salvação, o que seus oponentes consideravam herético e um veículo em potencial para o retorno do catolicismo. Reformistas puritanos consideravam que Carlos era muito simpático ao arminianismo, opondo-se ao seu desejo de mover a Igreja Anglicana para uma direção mais tradicional e sacramental. Além disso, seus súditos protestantes acompanhavam a guerra europeia, ficando consternados pela diplomacia do rei com a Espanha e seu fracasso em apoiar a causa protestante mais eficientemente.
Carlos nomeou William Laud como o Arcebispo da Cantuária em 1633. Eles iniciaram reformas a fim de promover uniformidade religiosa ao restringir pregadores não-conformistas, insistir que a liturgia fosse celebrada como descrita no Livro de Oração Comum, organizar a arquitetura das igrejas inglesas para enfatizar o sacramento do altar e republicar a Declaração dos Esportes de Jaime, que permitia atividades seculares no sabá. Os Feudatários para Impropriações, uma organização que comprava benefícios e apadrinhamentos para os puritanos serem nomeados, foi dissolvida. Laud processou os que se opunham às suas reformas no Tribunal de Alta Comissão e na Câmara Estrelada, os dois tribunais mais poderosos do reino. Estes ficaram temidos por sua censura de opiniões religiosas contrárias e impopulares entre as classes proprietárias por infligir punições degradantes a cavalheiros. Por exemplo, William Prynne, Henry Burton e John Bastwick foram colocados no pelourinho, açoitados, mutilados e aprisionados indefinidamente em 1637 por publicarem panfletos antiepiscopais.
Carlos enfrentou várias dificuldades quando tentou impor suas políticas religiosas na Escócia. Apesar de ter nascido escocês, sua primeira visita desde a infância foi para sua coroação escocesa em 18 de junho de 1633. Para o desalento dos escoceses, ele removeu muitos dos rituais tradicionais de sua prática litúrgica e insistiu que a coroação fosse realizada usando o rito anglicano. O rei ordenou em 1637 que um novo livro de oração fosse usado na Escócia que era quase idêntico ao Livro de Oração Comum inglês, fazendo isso sem consultar o parlamento e ou a igreja escocesas. Apesar de escrito por bispos escoceses à mando de Carlos, muito escoceses resistiram, enxergando como um meio de introduzir o anglicanismo na Escócia. Tumultos estouraram em Edimburgo no dia 23 de julho, o primeiro domingo do uso do novo livro, com as agitações logo se espalhando. O público começou a se mobilizar ao redor da reafirmação do Pacto Nacional, sujos signatários juraram manter a religião reformada da Escócia e rejeitar quaisquer inovações não autorizadas pela igreja ou parlamento. A Assembleia Geral da Igreja da Escócia se reuniu em novembro de 1638 e criticou o novo livro de oração, aboliu o governo episcopal dos bispos e adotou um governo presbiteriano de presbíteros e diáconos.

### Guerras dos Bispos

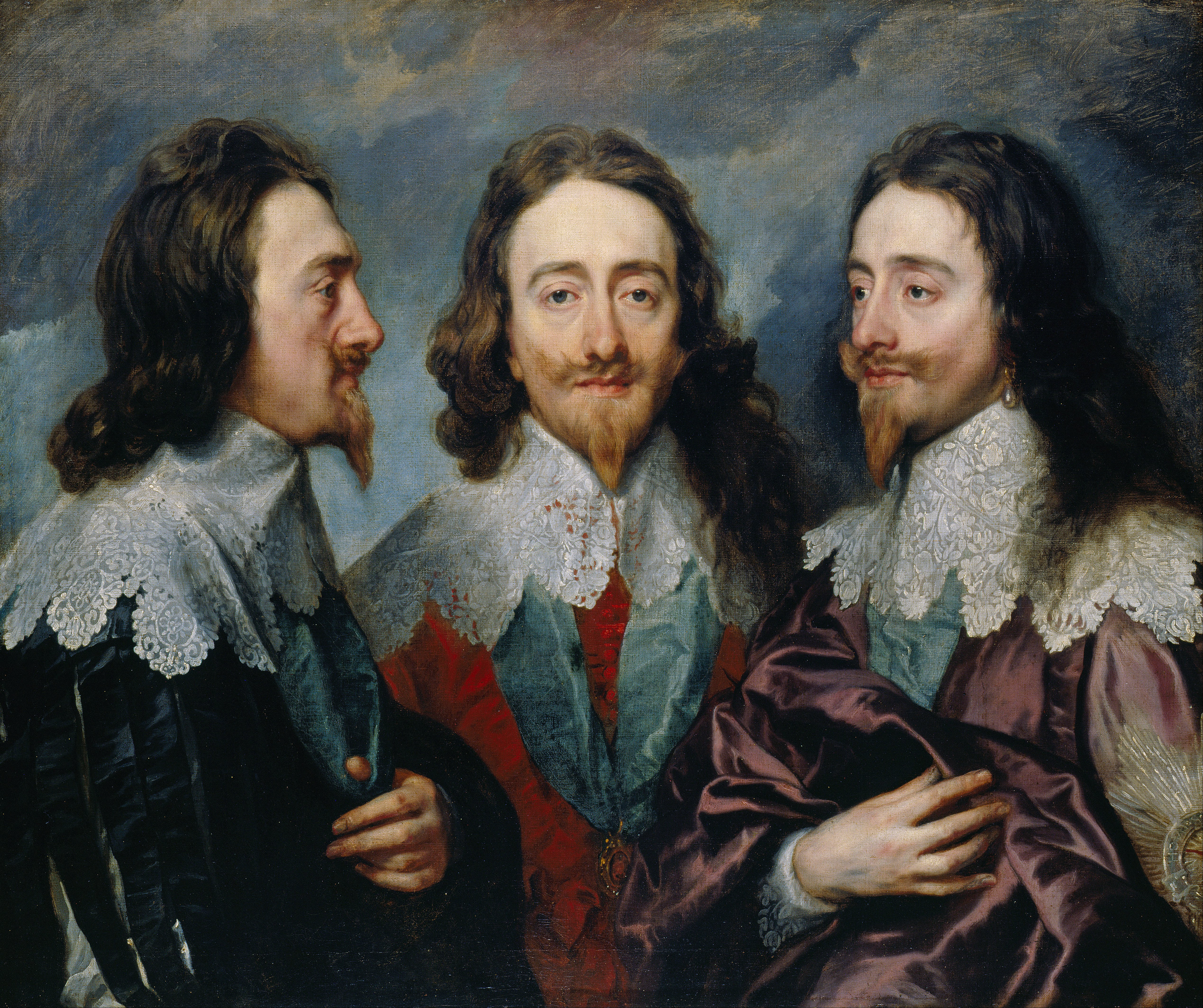
Carlos I em Três Posições, por Antoon van Dyck c. 1635–36

Carlos via a agitação na Escócia como uma rebelião contra sua autoridade, precipitando a Primeira Guerra dos Bispos em 1639. O rei não procurou subsídios do parlamento para travar a guerra, porém mobilizou o exército sem o consentimento parlamentar e marchou até a fronteira escocesa em Berwick-upon-Tweed. Seu exército não enfrentou os covenanters porque Carlos temia que suas forças fossem derrotadas, já que acreditava que estava em menor número que os escoceses. O rei reconquistou a custódia de seus castelos escoceses no Tratado de Berwick e garantiu a dissolução do governo interino dos covenanters, apesar da concessão que o Parlamento da Escócia e a Assembleia Geral da Igreja da Escócia fossem convocados.
Seu fracasso militar na Primeira Guerra dos Bispos causou uma crise financeira e diplomática para Carlos, aumentados quando seus esforços para obter financiamento da Espanha, enquanto simultaneamente continuava a apoiar seus parentes palatinos, levaram a humilhação pública na Batalha das Dunas, quando a esquadra holandesa destruiu uma frota espanhola cheia de ouro perto da costa de Kent, à vista da impotente marinha inglesa.
Carlos continuou as negociações de paz com os escoceses em uma tentativa de ganhar tempo antes de lançar uma nova ofensiva militar. Por causa de sua fraqueza financeira, ele foi obrigado a convocar uma sessão do parlamento para tentar angariar fundos. Os parlamentos inglês e irlandês foram chamados nos primeiros meses de 1640. Em março, o parlamento irlandês aprovou um subsídio de £ 180 000 com a promessa de levantar um exército de nove mil homens até o final de maio. Porém, nas eleições gerais inglesas em março, os candidatos judiciais se saíram mal e as relações de Carlos com o parlamento rapidamente chegaram a um impasse em abril. Os condes de Northumberland e Strafford, Algernon Percy e Tomás Wentworth, tentaram intermediar um acordo onde o rei abriria mão do dinheiro de navio em troca de £ 650 000 (apesar do custo da guerra ter sido estimado em um milhão de libras). Mesmo assim, isso não foi suficiente para produzir um consenso na Câmara dos Comuns. Os pedidos dos parlamentares por reformas foram ignorados pelo rei, que ainda mantinha o apoio da Câmara dos Lordes. Apesar dos protestos de Percy, o Parlamento Curto (como ficou conhecido) foi dissolvido em maio de 1640, menos de um mês depois de ter se reunido.

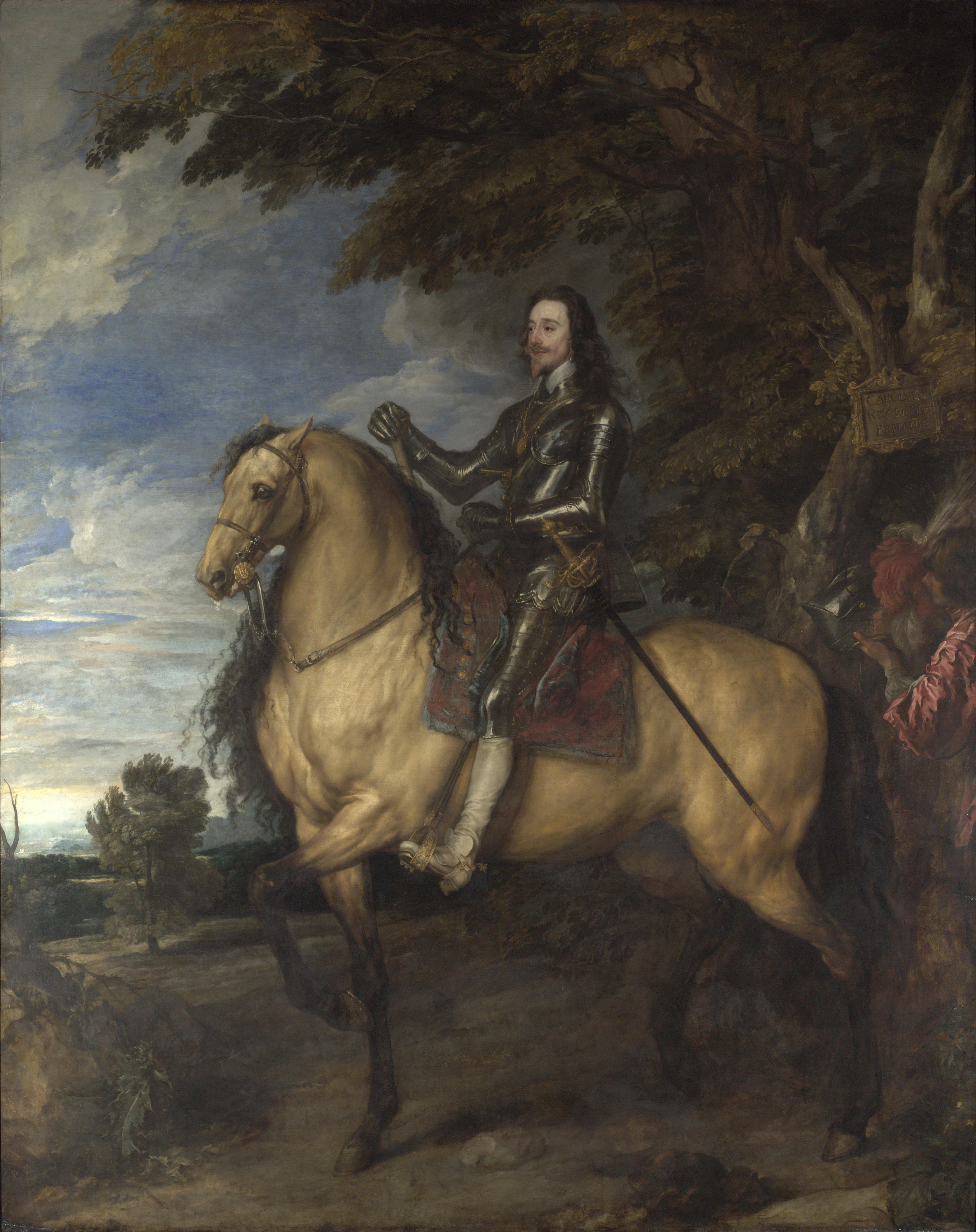
Retrato Equestre de Carlos I, por Antoon van Dyck c. 1637–38

Nesse estágio, Wentworth, Senhor Adjunto da Irlanda desde 1632, emergiu como o braço direito de Carlos e, junto com Laud, perseguiu a política da "Completude" que queria fazer a autoridade real central mais eficiente e efetiva aos custos dos interesses antigoverno. Apesar de originalmente um crítico do rei, Wentworth desertou para o serviço real em 1628 (em parte pela persuasão de Jorge Villiers) e desde então havia se transformado junto com Laud em um dos ministros mais influentes de Carlos.
Impulsionados pelo fracasso do parlamento inglês, o parlamento escocês se declarou capaz de governar sem o consentimento do rei e, em agosto de 1640, o exército covenanter entrou no condado inglês de Northumberland. Após o adoecimento de Algernon Percy, que era o comandante do rei, Carlos e Wentworth foram para o norte para comandar as forças inglesas, mesmo o próprio Wentworth estando doente com uma combinação de gota e disenteria. Os soldados escoceses, muitos veteranos da Guerra dos Trinta Anos, tinham uma moral mais alta e treinamento do que as contrapartes inglesas, avançando praticamente sem resistência até alcançarem Newcastle upon Tyne onde, na Batalha de Newburn, derrotaram o exército inglês e ocuparam a cidade junto com condado vizinho de Durham.
Enquanto as exigências do parlamento escocês cresciam, Carlos fez o incomum e convocou um grande conselho de pariatos, o Magnum Concilium. Quando ele se reuniu, em 24 de setembro em Iorque, o rei havia resolvido seguir o conselho quase universal de chamar um parlamento inglês. Depois de informar os pariatos que um parlamento seria reunido em novembro, ele pediu para que eles considerassem um modo de levantar fundos para manter seu exército contra os escoceses. Eles recomendaram um acordo de paz. Um cessar fogo, apesar de não ser uma solução definitiva, foi negociado no humilhante Tratado de Ripon, assinado em 1640. O tratado afirmava que os escoceses continuariam a ocupar Northumberland e Durham e receberiam 850 libras diariamente para pagar as forças escocesas, isso até a paz ser restaurada.
Consequentemente, Carlos convocou em novembro aquilo que seria conhecido como o Parlamento Curto. Mais uma vez, os apoiadores do rei foram mal nas urnas. Dos 493 membros da Câmara dos Comuns, mais de 350 eram contra ele.

## Parlamento Longo

### Tensões aumentam
O Parlamento Longo mostrou-se tão difícil para Carlos quanto o Parlamento Curto. Ele foi reunido em 3 de novembro de 1640 e rapidamente começou procedimentos para o impeachment dos principais conselheiros do rei por alta traição. Wentworth foi preso em 10 de novembro; Laud recebeu seu impeachment em 18 de dezembro e João Finch no dia seguinte, consequentemente fugindo para Haia em 21 de dezembro com a permissão de Carlos. Para impedir que o rei dissolvesse o parlamento por sua própria vontade, foi aprovado o Decreto Trienal, que forçava o parlamento ser chamado pelo menos uma vez a cada três anos e permitia que o Lorde Guardião do Grande Selo e outros doze pariatos convocassem o parlamento se o rei não o fizesse. O decreto foi acoplado por um projeto de lei de subsídio, e para garantir o segundo, Carlos concedeu a contragosto seu Consentimento Real em fevereiro de 1641.

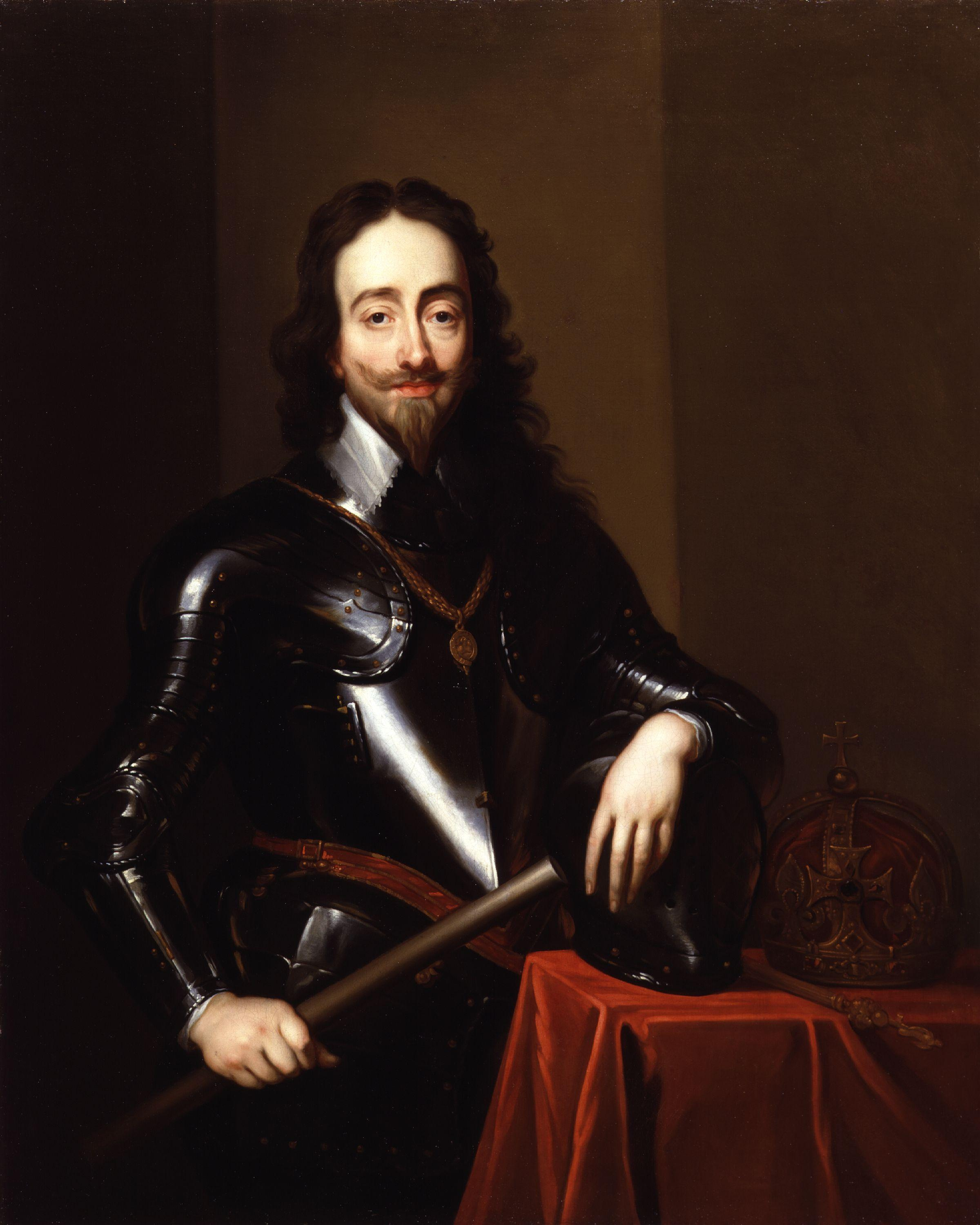
Carlos c. 1635-36, por Antoon van Dyck. Na National Portrait Gallery.

Wentworth tornou-se o principal alvo dos parlamentares, particularmente João Pym, sendo julgado por alta traição em 22 de março de 1641. Porém, o caso ruiu em 10 de abril quando não foi corroborada a alegação de sir Henrique Vane que Wentworth havia ameaçado usar o exército irlandês para subjugar a Inglaterra. Pym e seus aliados imediatamente lançaram um bill of attainder, que simplesmente declarava Wentworth culpado e pronunciava sua sentença como morte.
Carlos garantiu a Wentworth que "com a palavra de um rei você não deve sofrer na vida, honra ou fortuna", e o bill of attainder não poderia passar se ele retivesse o consentimento. Além disso, muitos membros e a maioria dos pariatos eram contra o attainder por não quererem, nas palavras de um deles, "cometer-se a assassinato com a espada da justiça". Entretanto, as tensões cresceram e uma tentativa de golpe dos oficiais militares realistas em apoio a Wentworth e com o envolvimento do rei começou a influenciar a questão. Os comuns aprovaram o attainder em 20 de abril por uma grande margem (204 a favor, 59 contra, 230 abstenções) e os lordes consentiram em maio (26 a favor, 19 contra, 79 abstenções). Carlos, temendo pela segurança da família e diante de distúrbios, consentiu relutantemente em 9 de maio depois de consultar bispos e juízes. Wentworth foi decapitado três dias depois.
Em 3 de maio, parte do parlamento atacou os "conselheiros perversos" do "governo tirânico e arbitrário" de Carlos; enquanto alguns assinaram uma petição para defender a "pessoa, honra e estado" do rei, eles também juraram preservar "a verdadeira religião reformada", parlamento e "direitos e liberdades dos súditos". Em uma semana, Carlos consentiu com um decreto que proibia a dissolução do parlamento sem o consentimento do próprio. Dinheiro de navio, multas em penhora de cavalaria e impostos sem o consentimento parlamentar foram declarados ilegais nos meses seguintes, com as cortes da Câmara da Estrela e da Alta Comissão abolidas. Todas as formas de tributação foram legalizadas e regulamentadas por decreto. Os comuns também lançaram vários projetos atacando bispos e episcopado, porém não foram aprovados pelos lordes.
Carlos havia feito importantes concessões na Inglaterra, temporariamente melhorando sua posição na Escócia ao visitar o país entre agosto e novembro de 1641, período em que concedeu o estabelecimento oficial do presbiterianismo. Porém, a credibilidade do rei na Escócia foi minada significativamente após uma tentativa de golpe realista conhecida como "O Incidente".

### Rebelião irlandesa
Na Irlanda, a população era dividida em três principais grupos sócio-políticos: os irlandeses gaélicos, que eram católicos; os Velhos Ingleses, que descendiam dos normandos medievais e também eram predominantemente católicos; e os Novos Ingleses, que eram colonos protestantes da Inglaterra e Escócia aliados ao parlamento inglês e os Covenanters. A administração de Wentworth tinha melhorado a economia irlandesa e aumentou as receitas fiscais, porém isso ocorreu pela severa imposição de ordem. Ele havia treinado um grande exército católico para apoiar o rei e também abrandado a autoridade do parlamento irlandês, continuando a confiscar a terra de católicos para colonos protestantes ao mesmo tempo que promovia um tipo de anglicanismo que era anátema ao presbiterianismo. Como resultado, todos os três grupos estavam insatisfeitos. O impeachment de Wentworth forneceu um novo ponto de partida para a política irlandesa em que todos os lados se uniram para apresentar evidências contra ele. Em uma maneira parecida ao parlamento inglês, os Velhos Ingleses membros do parlamento irlandês discutiram que apesar de contra Wentworth, eram a favor de Carlos. Eles afirmaram que o rei havia sido desviado por conselheiros malignos, e que, além disso, um vice-rei como Wentworth poderia emergir como uma figura despótica ao invés de garantir que o rei estava diretamente envolvido no governo. A queda de Wentworth enfraqueceu a influência de Carlos na Irlanda. A dissolução do exército irlandês foi pedida três vezes sem sucesso pelos comuns ingleses durante o aprisionamento de Wentworth, até Carlos ser eventualmente forçado a desmantelar o exército por falta de fundos ao final do julgamento. As sementes da rebelião foram plantadas por disputas relacionadas a transferência de terras de católicos nativos para colonos protestantes, particularmente o Plantation de Ulster, junto com ressentimento dos movimentos para garantir que o parlamento irlandês fosse subordinado ao inglês. Os Irlandeses Gaélicos entraram em conflito com os Novos Ingleses em outubro de 1641, e os Velhos Ingleses ficaram do lado dos gaélicos afirmando lealdade ao rei.
A Câmara dos Comuns aprovou em novembro de 1641 a Grande Remonstrância, uma longa lista de queixas contra ações cometidas por ministros de Carlos desde o começo de seu reinado (que se afirmava serem parte de uma grande conspiração católica de que o rei era um membro involuntário), porém foi em muitos aspectos um passo exagerado para Pym e foi aprovado por apenas onze votos – 159 a 148. Além disso, a Remonstrância teve pouco apoio na Câmara dos Lordes. A tensão aumentou pelas notícias da rebelião irlandesa junto com rumores incorretos da cumplicidade de Carlos. Por todo o mês de novembro,  uma série de panfletos alarmistas publicavam histórias de atrocidades na Irlanda, entre as quais massacres de colonos Novos Ingleses por irlandeses que não queriam ser controlados pelos lordes Velhos Ingleses. Rumores de conspirações "papistas" na Inglaterra circularam pelo reino, e a opinião anticatólica inglesa foi fortalecida, danificando a reputação e autoridade de Carlos.

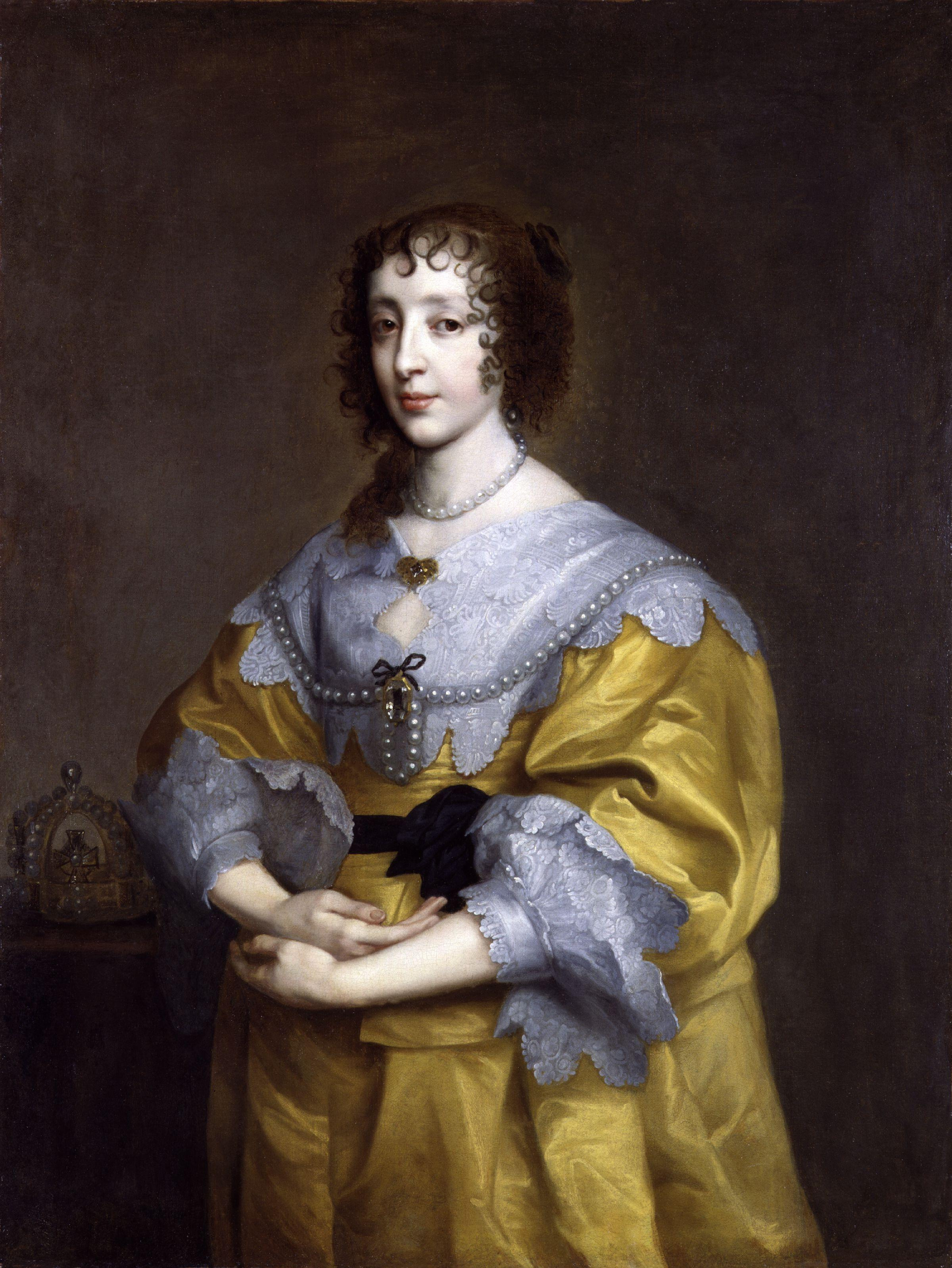
Henriqueta Maria por Anthony Van Dyck. Na National Portrait Gallery.

O parlamento inglês não confiou nas motivações de Carlos quando ele pediu dinheiro para acabar com a rebelião irlandesa; muitos membros dos comuns suspeitavam que as forças mobilizadas pelo rei pudessem ser usadas mais tarde contra o parlamento. O Projeto de Lei da Milícia de Pym tinha a intenção de limitar o controle do rei no exército, porém não teve apoio dos lordes e muito menos de Carlos. Invés disso, os comuns aprovaram o projeto como um regulamento, que eles afirmavam que não necessitava do consentimento real. O Regulamento da Milícia parece ter feito mais membros dos lordes apoiarem o rei. Em uma tentativa para fortalecer sua posição, Carlos gerou grande antipatia em Londres, que já estava caindo rapidamente na anarquia, quando colocou a Torre de Londres sob o comando do coronel Tomás Lunsford, um oficial infame mas eficiente. Carlos decidiu tomar ações drásticas ao saber dos rumores que o parlamento estava planejando o impeachment de sua esposa por supostamente conspirar com os rebeldes irlandeses.

### Cinco membros
Carlos suspeitava, provavelmente corretamente, que alguns membros do parlamento inglês conspiraram com os escoceses invasores. Ele ordenou ao parlamento em 3 de janeiro de 1642 que entregassem cinco membros dos comuns – Pym, João Hampden, Denzil Holles, Guilherme Strode e sir Artur Haselrig – e um dos lordes – Eduardo Montagu, Visconde Mandeville – sob acusação de alta traição. Quando o parlamento se recusou, é possível que Henriqueta Maria tenha convencido Carlos a prender os cinco membros à força, que o rei pretendia fazer pessoalmente. Porém, as notícias chegaram ao parlamento antes dele e os homens procurados fugiram de barco pouco antes de Carlos entrar na Câmara dos Comuns em 4 de janeiro com um guarda armado. Depois de ter tirado Guilherme Lenthall, o presidente da câmara, de sua cadeira, o rei perguntou para onde os parlamentares haviam fugido. Lenthall respondeu de joelhos: "Permita-me Vossa Majestade, eu não tenho nem olhos para ver, nem língua para falar neste lugar como a Câmara tem o prazer de me dirigir, de quem sou servo aqui". Carlos então declarou que "todos os meus pássaros voaram", sendo forçado a ir embora de mãos vazias.
A fracassada tentativa de prisão foi politicamente desastrosa para Carlos. Nenhum soberano havia entrado na Câmara dos Comuns e sua invasão sem precedentes para prender membros foi considerada uma grave quebra do privilégio parlamentar. De uma só vez Carlos destruiu os esforços de seus apoiadores para representá-lo como uma defesa contra inovação e desordem.
O parlamento rapidamente tomou Londres e Carlos fugiu para o Palácio de Hampton Court em 10 de janeiro, indo para o Castelo de Windsor dois dias depois. Depois de enviar em fevereiro sua esposa e filha mais velha para a segurança no exterior, ele viajou para o norte esperando tomar o arsenal militar em Kingston upon Hull. Para seu desalento, o governador parlamentar sir João Hotham barrou sua entrada na cidade em abril e o rei foi forçado a se retirar.

## Guerra civil

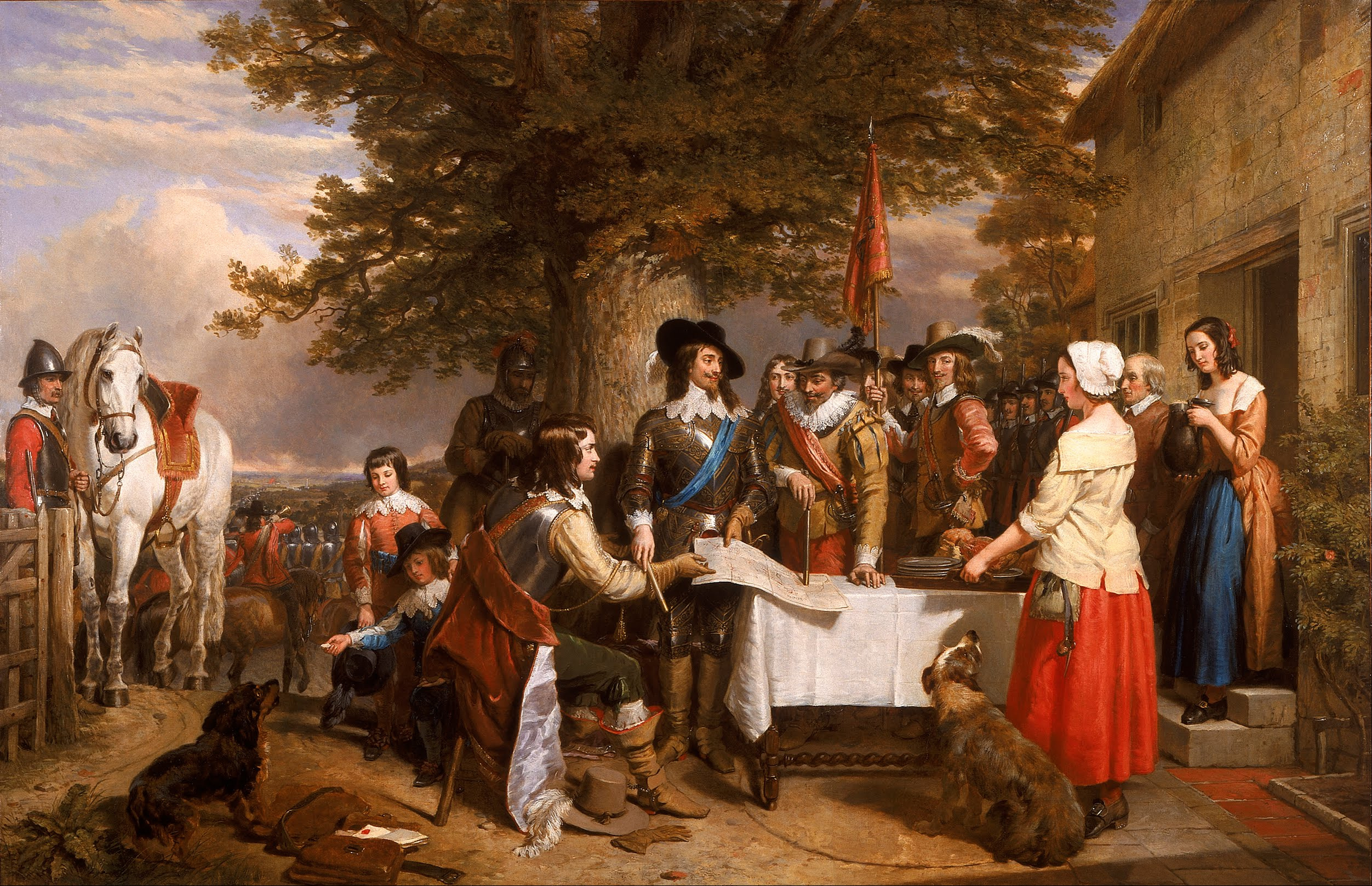
Pintura de Charles Landser mostrando Carlos (com uma faixa azul) antes da Batalha de Edge Hill. Na Walker Art Gallery.

Os dois lados começaram a se armar na metade de 1642. Carlos levantou um exército usando o modo medieval da comissão de disposição, e o parlamento chamou por voluntários para sua milícia. Depois de negociações infrutíferas, o rei levantou o estandarte real em Nottingham no dia 22 de agosto de 1642. No começo da Primeira Guerra Civil Inglesa, as forças de Carlos controlavam as Midlands, Gales, o Condado do Oeste e o norte da Inglaterra. Ele estabeleceu sua corte em Oxford. O parlamento controlava Londres, o sudeste e Anglia do Leste, além da Marinha Real.
Depois de algumas escaramuças, os dois lados se encontraram seriamente em Edge Hill, no dia 23 de outubro. Ruperto do Reno, sobrinho de Carlos, divergiu sobre a estratégia de batalha com o comandante Roberto Bertie, 1.º Conde de Lindsey, e o rei ficou do lado do sobrinho. Bertie renunciou ao posto, deixando Carlos para assumir o controle total auxiliado por Patrício Ruthven, 1.º Conde de Forth. A cavalaria de Ruperto conseguiu atravessar as fileiras parlamentares, mas acabou seguindo em frente para saquear o comboio de suprimentos ao invés de voltar para o campo. Bertie, atuando como coronel, foi ferido e sangrou até a morte sem cuidados médicos. A batalha terminou de forma inconclusiva ao cair da noite.
A experiência da batalha deixou Carlos, em suas próprias palavras, "muito e profundamente entristecido". Ele reagrupou em Oxford, recusando a sugestão de Ruperto para atacar Londres imediatamente. Depois de uma semana, ele foi para a capital em 3 de novembro, capturando Brentford no caminho enquanto simultaneamente negociava com delegações parlamentares e cívicas. Em Turnham Green, perto de Londres, o exército realista encontrou a milícia de resistência da cidade e Carlos ordenou uma retirada por estar com inferioridade numérica. Ele passou o inverno em Oxford, fortalecendo as defesas da cidade e preparando para o próximo estágio da campanha. As conversas de paz entre os dois lados ruíram em abril de 1643.

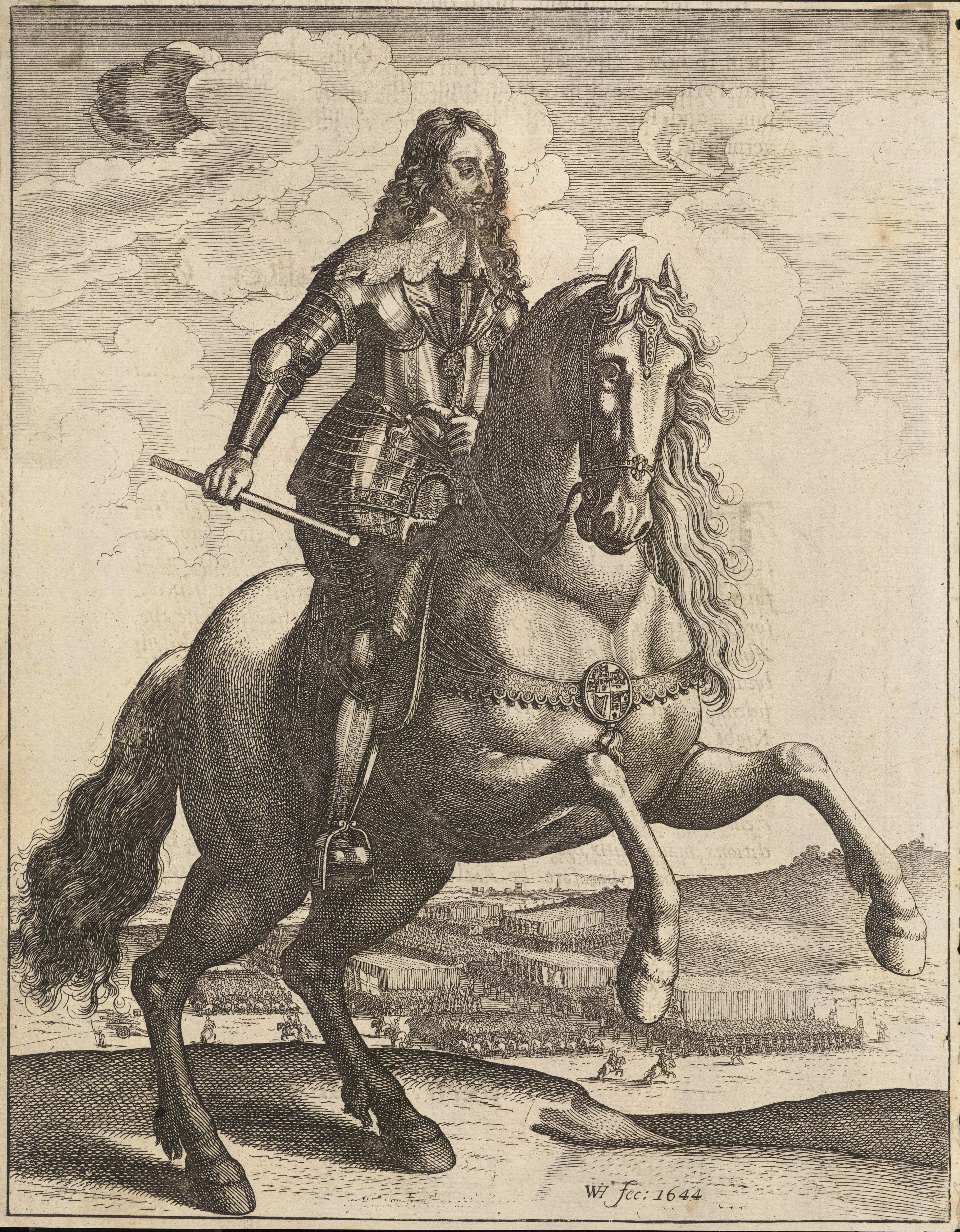
Carlos representado por Václav Hollar à frente de suas tropas. Na Thomas Fisher Rare Book Library.

A guerra continuou indecisivamente por 1643 e 1644, com Henriqueta Maria voltando para a Grã-Bretanha por dezessete meses a partir de fevereiro de 1643. Depois de Ruperto ter sido capturado em Bristol no mês de julho, Carlos visitou a cidade e cercou Gloucester, mais adiante no rio Severn. Seu plano para enfraquecer as muralhas da cidade falhou por causa da chuva pesada; ele encerrou o cerco e fugiu para o Castelo de Sudeley quando uma força parlamentar se aproximou. O exército parlamentar voltou para Londres e Carlos saiu em perseguição. Em janeiro de 1644, Carlos chamou um parlamento em Oxford, que recebeu quarenta pariatos e 118 membros dos comuns. O Parlamento de Oxford, que se reuniu apenas em março de 1645, foi apoiado pela maioria dos pariatos e um terço dos comuns. Carlos ficou desiludido pela ineficiência da assembleia, chamando-a de "mestiça" em cartas privadas a esposa.
Carlos permaneceu no sul da Inglaterra em 1644 enquanto Ruperto foi para o norte a fim de socorrer Newark-on-Trent e Iorque, que estavam sob a ameaça dos exércitos parlamentar e escocês Covenanter. O rei foi vitorioso na Batalha de Cropredy Bridge no final de junho, porém os realistas no norte foram derrotados alguns dias depois na Batalha de Marston Moor. Carlos continuou sua campanha no sul, cercando e desarmando a força parlamentar de Roberto Devereux, 3.º Conde de Essex. Voltando para o norte até sua base em Oxford, ele lutou em Newbury outra vez antes da chegada do inverno, porém o confronto foi indecisivo. Tentativas de negociar um acordo ocorreram no inverno, enquanto os dois lados se rearmavam e reorganizavam-se, mas novamente infrutíferas.
Na Batalha de Naseby em 14 de junho de 1645, os cavaleiros de Ruperto novamente foram bem-sucedidos contra o flanco do Exército Novo do parlamento, porém as tropas de Carlos no restante do campo foram repelidas e empurradas pelos opositores. Tentando incentivar seus homens, o rei cavalgou avante, porém Roberto Dalzell, 1.º Conde de Carnwath, tomou as rédeas do cavalo de Carlos e o puxou de volta temendo por sua segurança. A ação de Dalzell foi mal interpretada pelos soldados realistas como um sinal de retirada, ruindo sua posição. O equilíbrio militar pendeu em favor do parlamento. Seguiram-se uma série de derrotas para os realistas, e então houve o Cerco de Oxford, que Carlos escapou em abril de 1646 disfarçado de servente. Ele se entregou ao exército escocês presbiteriano cercando Newark, sendo levado para o norte até Newcastle. Depois de nove meses de negociações os escoceses finalmente chegaram a um acordo com o parlamento inglês: os escoceses deixaram Newcastle e entregaram Carlos aos comissários do parlamento em janeiro de 1647 em troca de cem mil libras e a promessa de mais dinheiro no futuro.

### Cativeiro
O parlamento manteve Carlos em prisão domiciliar na Casa Holdenby, Northamptonshire, até Jorge Joyce tirá-lo à força em nome do Novo Exército em 3 de junho. Desconfiança mútua desenvolveu-se entre o parlamento, que favorecia a desmobilização do exército e o presbiterianismo, e o Novo Exército, que era comandando principalmente por não-conformistas independentes que queriam maior participação política. Carlos queria explorar as diferenças de opinião e aparentemente viu as ações de Joyce mais como uma oportunidade do que como ameaça. Ele primeiramente foi levado a Newmarket, sua própria sugestão, depois sendo transferido para Oatlands e então para Hampton Court, onde outras negociações infrutíferas ocorreram. No início de novembro, o rei ficou determinado que era de seu melhor interesse escapar – para a França, Sul da Inglaterra ou Berwick-upon-Tweed, perto da fronteira escocesa. Ele fugiu em 11 de novembro, contatando das margens do Southampton Water o coronel Roberto Hammond, governador parlamentar da Ilha de Wight, que aparentemente acreditou-se ser simpatizante. Entretanto, Hammond prendeu Carlos no Castelo de Carisbrooke e informou o parlamento.
De Carisbrooke, Carlos continuou a tentar barganhar com várias facções. Em contraste direto com seus conflitos anteriores com a Igreja da Escócia, ele assinou em 26 de dezembro de 1647 um tratado secreto com os escoceses. No acordo, chamado de "O Compromisso", os escoceses prometiam invadir a Inglaterra em nome de Carlos e restaurá-lo ao trono sob a condição do presbiterianismo ser estabelecido na Inglaterra por três anos.
Os realistas se rebelaram em maio de 1648, iniciando a Segunda Guerra Civil, e os escoceses invadiram a Inglaterra. Levantes em Kent, Essex e Cumberland e rebeliões no Sul de Gales foram reprimidas pelo Exército Novo, com os realistas perdendo quaisquer chances de vencer depois da derrota dos escoceses na Batalha de Preston em agosto.
A única opção restante de Carlos era voltar às negociações, que foram realizadas em Newport na Ilha de Wight. O parlamento votou em 5 de dezembro de 1648 por 129 votos a 83 continuar as negociações com o rei, porém Oliver Cromwell e o exército eram contra mais conversas com um homem que viam como um tirano sangrento, tomando ações para consolidar seu poder. Hammond fora substituído como governador em 27 de novembro e colocado sob a custódia do exército no dia seguinte. No Purgo de Pride nos dias 6 e 7 de dezembro, os membros do parlamento contra os militares foram presos e excluídos pelo coronel Tomás Pride, enquanto outros permaneceram longe voluntariamente. Os membros restantes formaram o Parlamento das Ancas. Foi efetivamente um golpe militar.

## Julgamento

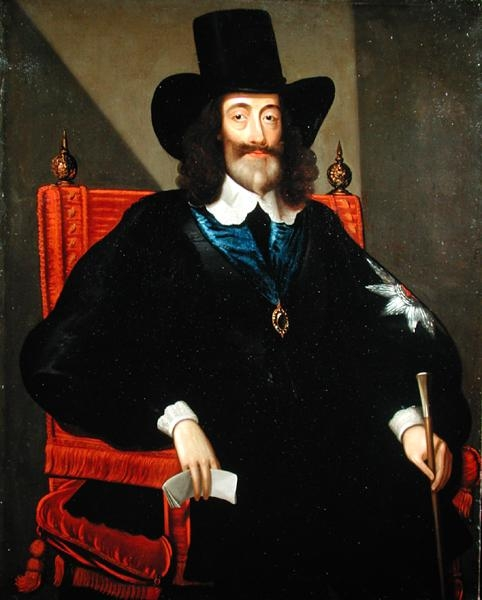
Carlos em seu julgamento, por Edward Bower. Ele deixou sua barba e cabelo crescerem pois o parlamento dispensou seu barbeiro e ele se recusava a deixar que qualquer um com uma lâmina se aproximasse.

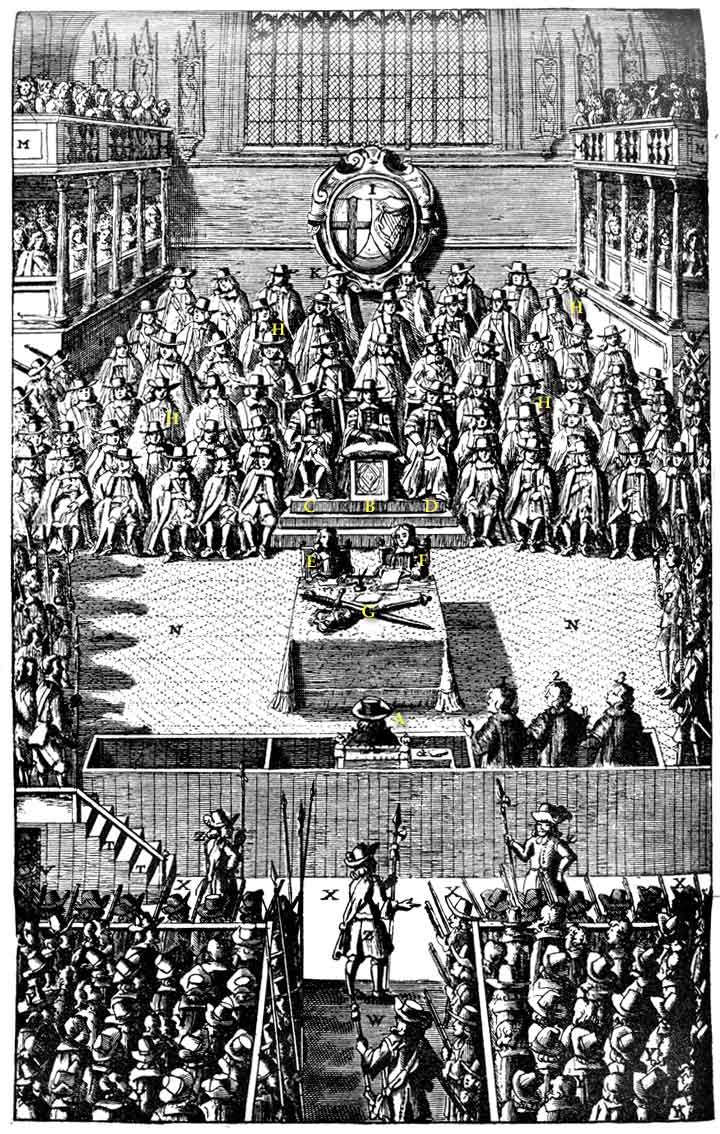
Carlos enfrentando o Alto Tribunal de Justiça.

Carlos foi levado ao Castelo de Hurst no final de 1648 e depois para o Castelo de Windsor. A Câmara dos Comuns o processou em janeiro de 1649 sob acusação de traição, porém isso foi rejeitado pela Câmara dos Lordes. A ideia de julgar um rei era complicada. Os três Juízes Chefes dos tribunais comuns da Inglaterra — Henrique Rolle, Oliver St John e João Wilde — eram contra o indiciamento como ilegal. Os comuns declararam-se capazes de legislar sozinhos, passando um projeto de lei criando um tribunal separado para o julgamento de Carlos, declarando que não era necessário o consentimento real. O Alto Tribunal de Justiça estabelecido por decreto era composto por 135 comissários, porém muitos recusaram-se a participar ou escolheram permanecerem longe. Apenas 68 compareceram ao julgamento de Carlos pelas acusações de alta traição e "outros altos crimes", que começou em 20 de janeiro de 1649 no Palácio de Westminster. João Bradshaw foi Presidente do Tribunal e a acusação foi feita por João Cook, Procurador-Geral.
Carlos foi acusado de traição contra a Inglaterra ao usar seu poder para perseguir objetivos pessoais ao invés do bem do país. A acusação afirmava que, "para a realização de seus tais projetos, e para a proteção de si mesmo e seus adeptos na sua e suas práticas perversas, os mesmos fins têm traiçoeiramente e maliciosamente cobrado guerra contra o atual parlamento e as pessoas nele representados", e que as "práticas, projetos e guerras perversas dele, o dito Carlos Stuart, foram e são realizadas para o avanço e defesa de um interesse pessoal de vontade, poder e fingida prerrogativa para si mesmo e sua família, contra o interesse público, direito comum, liberdade, justiça e paz do povo desta nação". Refletindo o conceito moderno de responsabilidade de comando, a acusação o considerou "culpado de todas as traições, assassinatos, estupros, incêndios, saques, desolações, danos e males para esta nação, realizadas e cometidas nas referidas guerras, ou causados por". Estima-se que trezentas mil pessoas, ou 6% da população, morreram no conflito.
Nos três primeiros dias de julgamento, Carlos se recusou a falar sempre que foi convidado a se defender, afirmando sua objeção com as palavras: "Eu gostaria de saber por que poder sou chamado para cá, com que autoridade legal…?". Ele afirmava que nenhum tribunal tinha jurisdição sobre um monarca, que sua própria autoridade de governar havia lhe sido entregue por Deus e pelas tradicionais leis da Inglaterra, e que o poder mantido por aqueles que o julgavam era apenas a força das armas. Carlos insistiu que o julgamento era ilegal, explicando que:
| “ | Nenhum poder terreno pode justamente chamar-me (que sou seu Rei) em questão como delinquente … os procedimentos deste dia não podem ser garantidos pelas leis de Deus; porque, pelo contrário, a autoridade de obediência aos Reis é claramente justificada, e estritamente comandada no Velho e no Novo Testamento … porque as leis deste país, não estou menos confiante, nenhum advogado instruído afirmará que um impeachment contra um Rei pode ser feito; tudo vai em seu nome: e uma de suas máximas é que o Rei não faz nada errado … a alta Câmara está totalmente excluída; e para a Câmara dos Comuns, é muito conhecido que a maior parte dela está detida ou impedida de sentar … as armas que peguei foram apenas para defender as leis fundamentais deste reino contra aqueles que tomaram meu poder e totalmente mudaram o antigo governo. | ” |

Porém, o tribunal desafiava a doutrina da imunidade soberana e propunha que "o Rei da Inglaterra não era uma pessoa, mas um cargo em que cada ocupante lhe foi confiado um poder limitado para governar 'pelas e de acordo com as leis da terra e não o contrário'".
Carlos foi retirado do tribunal ao final do terceiro dia, então mais de trinta testemunhas contra o rei foram ouvidas em sua ausência por dois dias. Em 26 de janeiro ele foi condenado à morte. Foi levado a uma seção pública no dia seguinte, declarado culpado e sentenciado. Cinquenta e nove comissários assinaram a sentença de morte.

## Execução

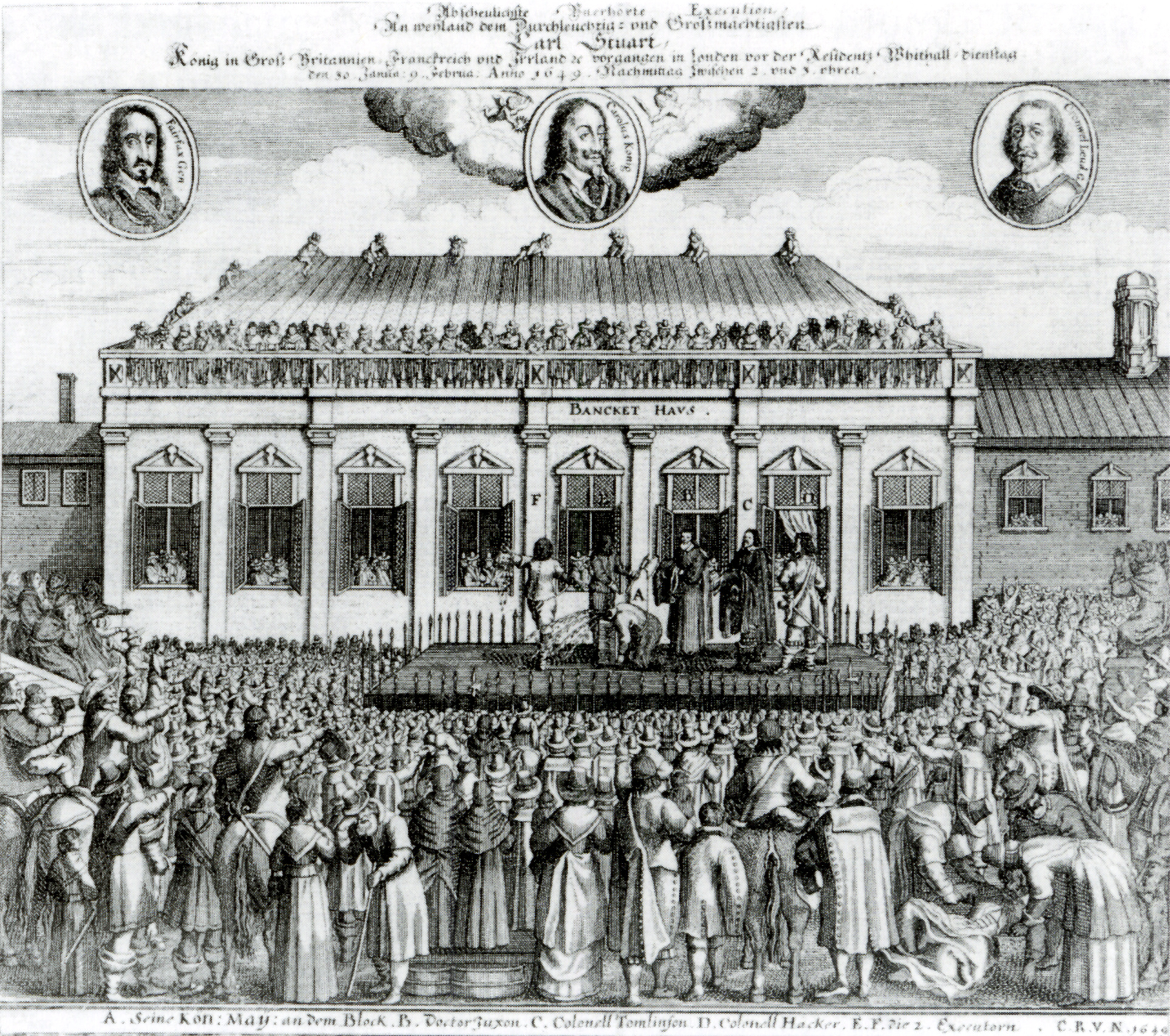
Ilustração contemporânea à decapitação de Carlos, representando o ato.

A decapitação foi marcada para 30 de janeiro de 1649. Dois de seus filhos permaneceram na Inglaterra sob o controle do parlamento: Isabel e Henrique. Eles receberam permissão para visitar o pai em 29 de janeiro, despedindo-se às lágrimas. Na manhã seguinte, ele pediu duas camisas para impedir que o clima frio causasse quaisquer tremores notáveis que pudessem se confundir com medo:
| “ | A estação está tão acentuada que provavelmente pode fazer me tremer, que observadores podem imaginar vir de medo. Eu não terei tal imputação. | ” |

Acompanhado por guardas, ele caminhou do Palácio de St. James, onde estava preso, até o Palácio de Whitehall, onde um cadafalso de execução foi erguido em frente da Banqueting House. Carlos foi separado dos espectadores por grandes fileiras de soldados, com seu último discurso sendo audível apenas para aqueles próximos do cadafalso. Ele culpou seu destino em seu fracasso de impedir a execução de seu fiel servidor Tomás Wentworth: "Uma sentença injusta que sofri para ter efeito, é punida agora por uma sentença injusta em mim". Ele declarou que havia desejado a liberdade e independência do povo mais que ninguém, "porém devo dizer-lhes que a liberdade e independência deles consiste em ter um governo … Não é terem uma participação no governo; que nada pertence a eles. Um súdito e um soberano são coisas muito diferentes". Continuou, "Partirei de uma Coroa corruptível para uma incorruptível, onde nenhuma perturbação existirá".
Por volta das 14h00min, Carlos colocou sua cabeça no bloco após fazer uma oração e sinalizou ao carrasco que estava pronto, esticando seus braços; ele, então, foi decapitado com um único golpe limpo. De acordo com o observador Filipe Henry, um gemido "como eu nunca ouvi antes e desejo que possa nunca ouvir novamente" saiu da multidão, com algumas pessoas molhando seus lenços no sangue do rei como recordação.
O carrasco estava mascarado e disfarçado e existem debates sobre sua identidade. Os comissários abordaram Ricardo Brandon, o carrasco de Londres, porém ele recusou, pelo menos primeiramente, apesar de receber a oferta de duzentas libras. É possível que ele tenha aceitado o serviço depois de ser ameaçado de morte, porém há outros que foram nomeados como possíveis candidatos, incluindo Jorge Joyce, Guilherme Hewlett e Hugo Peters. O golpe limpo, confirmado pelo exame do corpo de Carlos em 1813, sugere que a execução foi realizada por um carrasco experiente.
Era uma prática comum levantar a cabeça decapitada de um traidor e exibi-la ao público com as palavras "Vejam a cabeça do traidor!". Apesar da cabeça de Carlos ter sido exibida, as palavras não foram ditas, possivelmente porque o carrasco não queria que sua voz fosse reconhecida. No dia seguinte, a cabeça do rei foi costurada de volta ao seu corpo, que então foi embalsamado e colocado em um caixão de chumbo.
A comissão não permitiu que Carlos fosse enterrado na Abadia de Westminster, então seu corpo foi levado para Windsor na noite do dia 7 de fevereiro. Ele foi enterrado na sepultura de Henrique VIII na Capela de São Jorge, Castelo de Windsor, em 9 de fevereiro. Carlos II, seu filho, mais tarde planejou um elaborado mausoléu no Hyde Park, Londres, porém ele nunca foi erguido.

## Legado
Dez dias após sua execução, no dia de seu enterro, um livro de memórias supostamente escrito por Carlos apareceu no mercado. Esse livro, Eikon Basilike ("Retrato Real"), continha uma apologia às políticas reais e mostrou-se uma eficiente peça de propaganda realista. John Milton escreveu uma réplica parlamentar, o Eikonoklastes ("Iconoclasta"), porém fez pouco progresso contra o páthos do livro realista. Anglicanos e realistas criaram a imagem de martírio, com Carlos sendo reconhecido como rei mártir por seus seguidores. A partir da segunda metade do século XVII, altos anglicanos passaram a comemorar seu martírio no aniversário de sua morte em igrejas como as de Falmouth e Royal Tunbridge Wells, fundadas em sua homenagem.
Parcialmente inspirado por sua visita à corte espanhola em 1623, Carlos se tornou um grande colecionador de arte, reunindo uma das melhores coleções já montadas. Seus principais cortesãos como Jorge Villiers e Tomás Howard partilhavam do interesse e foram chamados de o Grupo de Whitehall. Na Espanha, ele sentou para um desenho de Diego Velázquez e adquiriu trabalhos de Ticiano e Antonio da Correggio, entre outros. Na Inglaterra, suas comissões incluíam o teto da Banqueting House por Peter Paul Rubens e pinturas por outros artistas dos Países Baixos como Gerrit van Honthorst, Daniël Mijtens e Antoon van Dyck. Ele comprou toda a coleção de Vincenzo II Gonzaga, Duque de Mantua, em 1627 e 1628, incluindo trabalhos de Ticiano, Correggio, Rafael, Caravaggio, Andrea del Sarto e Andrea Mantegna. A coleção cresceu para incluir Gian Lorenzo Bernini, Pieter Bruegel, o Velho, Leonardo da Vinci, Hans Holbein, o Jovem, Václav Hollar, Tintoretto e Paolo Veronese, além de autorretratos de Albrecht Dürer e Rembrandt. Existiam por volta de 1760 pinturas na época de sua morte.
Com a monarquia deposta, a Inglaterra se tornou uma república ou "Comunidade". A Câmara dos Lordes foi abolida pelo Parlamento das Ancas, com o poder executivo sendo assumido por um Conselho de Estado. Toda significante oposição militar na Grã-Bretanha e Irlanda foi extinguida pelas forças de Oliver Cromwell na Terceira Guerra Civil Inglesa e na Conquista da Irlanda. Cromwell dissolveu o Parlamento das Ancas à força em 1653, assim estabelecendo o Protetorado e se colocando como Lorde Protetor. Ele foi brevemente sucedido por seu filho ineficiente Richard Cromwell após sua morte em 1658. O parlamento foi reinstalado e a monarquia restaurada em 1660 com o filho mais velho de Carlos I, Carlos II.
A Província da Carolina na América do Norte — mais tarde Carolina do Sul e do Norte — foi nomeada em homenagem a Carlos. Ao norte na Virgínia, Cabo Carlos, Condado do Rio Carlos e Condado da Cidade de Carlos também foram nomeados em sua homenagem. O rei pessoalmente nomeou o Rio Carlos.

### Avaliações
Nas palavras de John Philipps Kenyon, "Carlos Stuart é um homem de contradições e controvérsias". Reverenciado por Altos Tories que o consideravam como um mártir santo, foi condenado por historiadores Whigs, como Samuel Rawson Gardiner, que o consideravam dúbio e delirante. Nas décadas recentes, a maioria dos historiadores o criticaram, com a principal exceção sendo Kevin Sharpe que ofereceu uma visão mais simpática de Carlos que não foi amplamente adotada. Apesar de Sharpe afirmar que o rei era um dinâmico homem de consciência, o professor Barry Coward achou que Carlos "foi o monarca mais incompetente da Inglaterra desde Henrique VI", visão partilhada por Ronald Hutton, que o chamou de "o pior rei que tivemos desde a Idade Média".
Guilherme Laud, decapitado pelo parlamento na guerra, descreveu Carlos como "Um príncipe leve e gracioso que não sabia como ser, ou como ser feito, grandioso". Carlos era mais calmo e refinado que seu pai, porém era intransigente e deliberadamente perseguiu políticas impopulares que no final acabaram lhe trazendo a ruína. Tanto Carlos quanto Jaime defendiam o direito divino dos reis, porém enquanto as ambições de Jaime sobre a monarquia absoluta eram moderadas pelo compromisso e consenso com seus súditos, Carlos acreditava que não precisava se comprometer ou mesmo explicar suas ações. Ele achava que respondia apenas a Deus. "Príncipes não são obrigados a prestar contas de suas ações", escreveu, "apenas para Deus".

## Títulos, estilos e brasões

### Títulos e estilos
- 23 de dezembro de 1600 – 27 de março de 1625: "Duque de Albany, Marquês de Ormonde, Conde de Ross e Senhor Ardmannoch"[319]
- 6 de janeiro de 1605 – 27 de março de 1625: "Duque de Iorque"[319]
- 6 de novembro de 1612 – 27 de março de 1625: "Duque da Cornualha e Rothesay"[319]
- 4 de novembro de 1612 – 27 de março de 1625: "Príncipe de Gales e Conde de Chester"[319]
- 27 de março de 1625 – 30 de janeiro de 1649: "Sua Majestade, o Rei"[319]

O estilo de tratamento oficial de Carlos I como rei era: "Carlos, pela Graça de Deus, Rei da Inglaterra, Escócia, França e Irlanda, Defensor da Fé, etc." O título de "Rei da França" era apenas nominal e foi usado por todos os monarcas ingleses e depois britânicos desde Eduardo III até Jorge III, independentemente da quantidade real de território francês controlado. Os autores de seu mandato de morte o chamaram de "Carlos Stuart, Rei da Inglaterra".

### Brasões
Como Duque de Iorque, Carlos usava o brasão de armas real diferenciado por um lambel argente de três pés, cada um contendo um tortão goles. Como Príncipe de Gales, ele usava as armas reais com um lambel argente de três pés. Como rei, Carlos usava o brasão real sem diferenciação: esquatrelado, I e IV esquatrelado, azure três flores-de-lis or (pela França) e goles três leões passant guardant em pala (pela Inglaterra); II or um leão rampant dentro de um treassure flory-contra-flory goles (pela Escócia); III azure, uma harpa or com cordas argente (pela Irlanda). Na Escócia, as armas escocesas tinham precedência sobre as inglesas e francesas.
| Brasão como Duque de Iorque | Brasão como Príncipe de Gales | Brasão como Rei da Inglaterra e Irlanda | Brasão como Rei da Escócia |

## Descendência

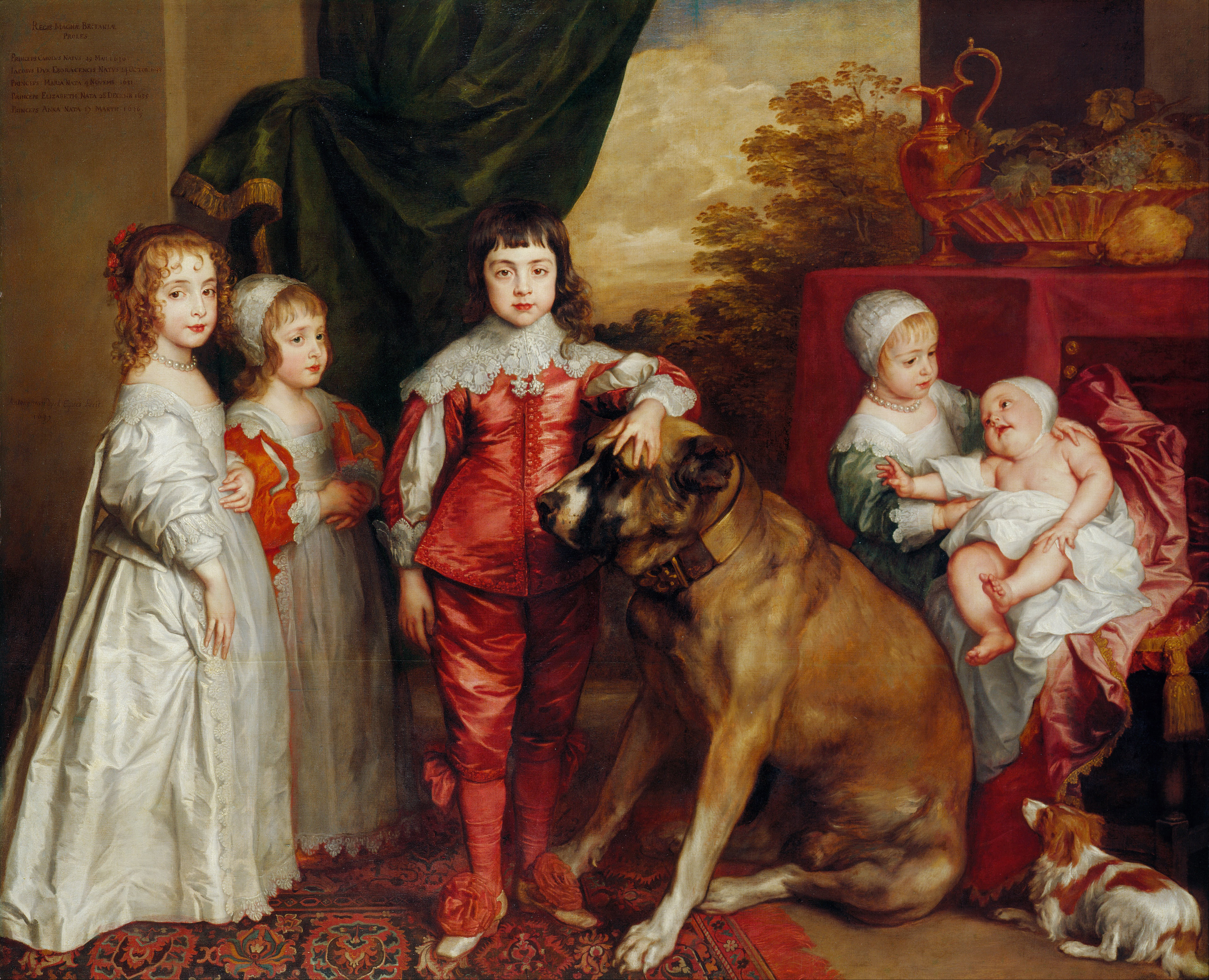
Cinco Filhos Mais Velhos de Carlos I, por Antoon van Dyck em 1637. Da esquerda para a direita: Maria, Jaime, Carlos, Isabel e Ana.

| Nome                                        | Nascimento             | Morte                  | Notas                                                                                                  |
| ------------------------------------------- | ---------------------- | ---------------------- | --- |
| Carlos Jaime, Duque da Carnualha e Rothesay | 13 de maio de 1629     | 13 de maio de 1629     | Nasceu e morreu no mesmo dia                                                                           |
| Carlos II                                   | 29 de maio de 1630     | 6 de fevereiro de 1665 | Casou-se com Catarina de Bragança em 1662, sem descendência Vários filhos ilegítimos                   |
| Maria, Princesa Real                        | 4 de novembro de 1631  | 24 de dezembro de 1660 | Casou-se com Guilherme II, Príncipe de Orange em 1641, com descendência                                |
| Jaime II & VII                              | 14 de outubro de 1633  | 6 de setembro de 1701  | Casou-se com Ana Hyde em 1659, com descendência Casou-se com Maria de Módena em 1673, com descendência |
| Isabel                                      | 29 de dezembro de 1635 | 8 de setembro de 1650  | Morreu jovem                                                                                           |
| Ana                                         | 17 de março de 1637    | 5 de novembro de 1640  | Morreu jovem                                                                                           |
| Catarina                                    | 29 de junho de 1639    | 29 de junho de 1639    | Nasceu e morreu no mesmo dia                                                                           |
| Henrique, Duque de Gloucester               | 8 de julho de 1640     | 13 de setembro de 1660 | Sem descendência                                                                                       |
| Henriqueta Ana                              | 16 de junho de 1644    | 30 de junho de 1670    | Casou-se com Filipe I, Duque de Orleães em 1661, com descendência                                      |

### Citações
1. ↑  Cust 2005, p. 2; Weir 1996, p. 252
2. ↑  Gregg 1981, pp. 4–5
3. ↑  Cust 2005, p. 2; Carlton 1995, p. 2
4. ↑  Carlton 1995, p. 3; Gregg 1981, p. 9
5. 1 2  Gregg 1981, p. 11
6. 1 2  Gregg 1981, p. 12
7. ↑  Gregg 1981, p. 13
8. ↑  Gregg 1981, p. 16; Hibbert 1968, p. 22
9. 1 2  Carlton 1995, p. 16
10. 1 2  Gregg 1981, p. 22
11. ↑  Gregg 1981, pp. 18–19; Hibbert 1968, pp. 21–23
12. ↑  Gregg 1981, p. 29
13. ↑  Gregg 1981, p. 47
14. ↑  Hibbert 1968, p. 24
15. ↑  Hibbert 1968, p. 49; Howat 1974, pp. 26–28
16. ↑  Gregg 1981, p. 63; Howat 1974, pp. 27–28; Kenyon 1978, p. 79
17. ↑  Cust 2005, p. 5; Hibbert 1968, pp. 49–50
18. ↑  Coward 2003, p. 152
19. ↑  Gregg 1981, pp. 67–68; Hibbert 1968, pp. 49–50
20. ↑  Carlton 1995, p. 31
21. ↑  Cust 2005, p. 8
22. ↑  Cust 2005, pp. 5–9
23. ↑  Carlton 1995, p. 33; Gregg 1981, p. 68
24. ↑  Cust 2005, p. 4; Hibbert 1968, pp. 30–32
25. ↑  Carlton 1995, pp. 34–38; Cust 2005, pp. 32–34; Gregg 1981, pp. 78–82; Quintrell 1993, p. 11
26. ↑  Gregg 1981, pp. 87–89; Quintrell 1993, p. 11; Sharpe 1992, p. 5
27. ↑  Gregg 1981, p. 84
28. ↑  Gregg 1981, pp. 85–87
29. ↑  Carlton 1995, pp. 42–43; Cust 2005, pp. 34–35
30. ↑  Carlton 1995, p. 46; Cust 2005, p. 31; Gregg 1981, p. 90; Hibbert 1968, p. 63; Quintrell 1993, p. 11; Sharpe 1992, pp. 5–6
31. ↑  Carlton 1995, p. 47; Cust 2005, pp. 36–38; Gregg 1981, p. 94; Sharpe 1992, p. 6
32. ↑  Gregg 1981, pp. 97–99
33. ↑  Carlton 1995, p. 52; Gregg 1981, p. 99; Hibbert 1968, p. 64
34. ↑  Carlton 1995, p. 56; Gregg 1981, p. 124; Kenyon 1978, p. 92; Schama 2001, p. 65
35. ↑  Trevelyan 1922, p. 130
36. ↑  Carlton 1995, p. 47; Gregg 1981, pp. 103–105; Howat 1974, p. 31
37. ↑  Gregg 1981, p. 114; Hibbert 1968, p. 86; Weir 1996, p. 252
38. ↑  Carlton 1995, p. 38; Gregg 1981, p. 80
39. ↑  Gregg 1981, p. 126
40. ↑  Carlton 1995, pp. 55, 70
41. ↑  Quintrell 1993, pp. 16, 21
42. ↑  Carlton 1995, p. 76; Gregg 1981, p. 156; Weir 1996, p. 252
43. ↑  Gregg 1981, pp. 130–131
44. ↑  Cust 2005, pp. 84–86
45. ↑  Coward 2003, p. 153
46. ↑  Gregg 1981, p. 131
47. ↑  Cust 2005, p. 46; Gregg 1981, p. 129
48. ↑  Carlton 1995, pp. 68–69; Gregg 1981, p. 129
49. ↑  Gregg 1981, p. 129; Smith 1999, pp. 54, 114
50. ↑  Smith 1999, pp. 54, 114
51. ↑  Gregg 1981, p. 138
52. ↑  Carlton 1995, pp. 71–75; Cust 2005, pp. 50–52; Gregg 1981, pp. 138–147; Quintrell 1993, pp. 21–28
53. ↑  Gregg 1981, p. 150
54. ↑  Carlton 1995, p. 80; Gregg 1981, pp. 149–151
55. ↑  Loades 1974, pp. 369–370
56. ↑  Carlton 1995, pp. 75, 81; Quintrell 1993, p. 29
57. ↑  Carlton 1995, pp. 86–88; Gregg 1981, pp. 154–160; Hibbert 1968, pp. 91–95
58. ↑  Howat 1974, p. 35
59. ↑  Gregg 1981, pp. 173–174
60. ↑  Coward 2003, p. 162; Cust 2005, p. 67
61. ↑  Gregg 1981, pp. 170–173
62. ↑  Carlton 1995, p. 101; Cust 2005, p. 74; Quintrell 1993, p. 39
63. ↑  Cust 2005, p. 75; Gregg 1981, p. 175; Quintrell 1993, p. 40
64. ↑  Carlton 1995, pp. 103–104; Cust 2005, p. 76; Gregg 1981, pp. 175–176; Kenyon 1978, p. 104
65. ↑  Cust 2005, p. 77
66. ↑  Carlton 1995, p. 104; Gregg 1981, p. 176
67. ↑  Carlton 1995, pp. 110–112; Sharpe 1992, pp. 48–49
68. ↑  Howat 1974, p. 38; Kenyon 1978, pp. 107–108
69. ↑  Carlton 1995, pp. 112–113; Kenyon 1978, p. 105; Sharpe 1992, pp. 170–171
70. ↑  Carlton 1995, p. 107; Sharpe 1992, p. 168
71. ↑  Carlton 1995, p. 113; Hibbert 1968, pp. 109–111; Sharpe 1992, pp. 170–171
72. ↑  Cust 2005, pp. 148–150; Hibbert 1968, p. 111
73. ↑  Cust 2005, pp. 114–115
74. ↑  Quintrell 1993, p. 42
75. ↑  Cust 2005, p. 118; Gregg 1981, p. 185; Quintrell 1993, p. 43
76. ↑  Cust 2005, p. 118; Gregg 1981, p. 186; Robertson 2005, p. 35
77. ↑  Cust 2005, p. 118; Gregg 1981, p. 186; Quintrell 1993, p. 43
78. ↑  Carlton 1995, p. 121; Cust 2005, pp. 121–122; Hibbert 1968, p. 108
79. ↑  Carlton 1995, pp. 169–171; Gregg 1981, pp. 187–197; Howat 1974, p. 38; Sharpe 1992, pp. 65–68
80. ↑  Carlton 1995, pp. 153–154; Sharpe 1992, p. xv
81. ↑  Sharpe 1992, p. 603
82. ↑  Starkey 2006, p. 104
83. ↑  Gregg 1981, p. 40
84. ↑  Sharpe 1992, pp. 509–536, 541–545, 825–834
85. ↑  Gregg 1981, p. 220
86. ↑  Carlton 1995, p. 190; Gregg 1981, p. 228
87. ↑  Edwards 1999, p. 18
88. ↑  Carlton 1995, p. 191; Quintrell 1993, p. 62
89. ↑  Adamson 2007, pp. 8–9; Sharpe 1992, pp. 585–588
90. ↑  Cust 2005, pp. 130, 193; Quintrell 1993, p. 64
91. ↑  Cust 2005, p. 194; Gregg 1981, pp. 301–302; Quintrell 1993, pp. 65–66
92. ↑  Coward 2003, p. 167; Gregg 1981, pp. 215–216; Hibbert 1968, p. 138; Loades 1974, p. 385
93. ↑  Loades 1974, p. 385
94. ↑  Young 1997, p. 97
95. ↑  Carlton 1995, p. 185; Cust 2005, pp. 212–217; Gregg 1981, p. 286; Quintrell 1993, pp. 12–13
96. ↑  Carlton 1995, p. 190; Gregg 1981, pp. 224–227; Quintrell 1993, pp. 61–62; Sharpe 1992, pp. 116–120
97. ↑  Sharp 1980, pp. 82 ff
98. ↑  Gregg 1981, pp. 312–313
99. ↑  Sharpe 1992, p. 906
100. ↑  Gregg 1981, p. 314
101. ↑  Cust 2005, pp. 97–103
102. ↑  Donaghan 1995, pp. 65–100
103. ↑  Howat 1974, pp. 40–46
104. ↑  Cust 2005, p. 133
105. ↑  Coward 2003, pp. 174–175; Cust 2005, pp. 133–147; Gregg 1981, pp. 267, 273; Sharpe 1992, pp. 284–292, 328–345, 351–359
106. ↑  Coward 2003, p. 175; Sharpe 1992, pp. 310–312
107. ↑  Coward 2003, pp. 175–176
108. ↑  Coward 2003, p. 176; Kenyon 1978, pp. 113–115; Loades 1974, p. 393; Sharpe 1992, p. 382
109. ↑  Coward 2003, p. 176; Sharpe 1992, pp. 680, 758–763
110. ↑  Cust 2005, pp. 212, 219; Sharpe 1992, pp. 774–776
111. ↑  Cust 2005, p. 219; Sharpe 1992, pp. 780–781
112. ↑  Cust 2005, pp. 223–224; Gregg 1981, p. 288; Sharpe 1992, pp. 783–784; Starkey 2006, p. 107
113. ↑  Carlton 1995, p. 195; Trevelyan 1922, pp. 186–187
114. ↑  Carlton 1995, pp. 189–197; Cust 2005, pp. 224–230; Gregg 1981, pp. 288–289; Sharpe 1992, pp. 788–791
115. ↑  Cust 2005, pp. 236–237
116. ↑  Jordan & Walsh 2012, p. 58
117. ↑  Carlton 1995, pp. 197–199; Cust 2005, pp. 230–231; Sharpe 1992, pp. 792–794
118. ↑  Adamson 2007, p. 9; Gregg 1981, pp. 290–292; Sharpe 1992, pp. 797–802
119. ↑  Adamson 2007, p. 9; Cust 2005, pp. 246–247; Sharpe 1992, pp. 805–806
120. ↑  Adamson 2007, pp. 9–10; Cust 2005, p. 248
121. ↑  Howat 1974, pp. 44, 66; Sharpe 1992, pp. 809–813, 825–834, 895
122. ↑  Cust 2005, p. 251; Gregg 1981, p. 294
123. ↑  Adamson 2007, p. 11
124. ↑  Loades 1974, p. 401
125. ↑  Loades 1974, p. 402
126. ↑  Adamson 2007, p. 14
127. ↑  Adamson 2007, p. 15
128. ↑  Adamson 2007, p. 17
129. ↑  Carlton 1995, pp. 211–212; Cust 2005, pp. 253–259; Gregg 1981, pp. 305–307; Loades 1974, p. 402
130. ↑  Gregg 1981, p. 243
131. ↑  Cust 2005, pp. 185–186; Quintrell 1993, p. 114
132. ↑  Quintrell 1993, p. 46
133. ↑  Sharpe 1992, p. 132
134. ↑  Stevenson 1973, pp. 183–208
135. ↑  Gregg 1981, pp. 313–314; Hibbert 1968, pp. 147, 150
136. ↑  Stevenson 1973, p. 101
137. ↑  Cust 2005, pp. 262–263; Gregg 1981, pp. 313–315
138. ↑  Cust 2005, pp. 264–265; Sharpe 1992, pp. 914–916
139. ↑  Carlton 1995, p. 214; Cust 2005, pp. 265–266; Sharpe 1992, pp. 916–918
140. ↑  Gregg 1981, p. 315; Stevenson 1973, pp. 212–213
141. ↑  Loades 1974, p. 404; Stevenson 1973, pp. 212–213
142. ↑  Carlton 1995, p. 216; Gregg 1981, pp. 317–319
143. ↑  Gregg 1981, p. 323
144. ↑  Gregg 1981, pp. 324–325
145. ↑  Cust 2005, p. 276; Russell 1991, p. 225
146. ↑  Carlton 1995, p. 220; Gregg 1981, p. 326
147. ↑  Gregg 1981, p. 327; Hibbert 1968, pp. 151–153
148. ↑  Carlton 1995, p. 222; Gregg 1981, p. 328; Hibbert 1968, p. 154
149. ↑  Carlton 1995, p. 222; Hibbert 1968, p. 154; Russell 1991, p. 288; Sharpe 1992, p. 944
150. ↑  Carlton 1995, pp. 222–223; Cust 2005, p. 282; Gregg 1981, p. 330
151. ↑  Hibbert 1968, pp. 154–155
152. ↑  Gregg 1981, p. 330
153. ↑  Cust 2005, pp. 283–287; Russell 1991, pp. 291–295
154. ↑  Gregg 1981, pp. 329, 333
155. ↑  Carlton 1995, p. 223; Cust 2005, p. 287; Gregg 1981, pp. 333–334; Hibbert 1968, p. 156
156. ↑  Coward 2003, p. 191; Gregg 1981, p. 334; Hibbert 1968, pp. 156–157
157. 1 2  Kenyon 1978, p. 127
158. ↑  Hibbert 1968, p. 156; Kenyon 1978, pp. 127–128
159. ↑  Gregg 1981, p. 335; Kenyon 1978, p. 128
160. ↑  Kenyon 1978, p. 129
161. ↑  Kenyon 1978, p. 130
162. ↑  Carlton 1995, pp. 225–226; Starkey 2006, p. 112
163. ↑  Carlton 1995, p. 226; Kenyon 1978, p. 133; Stevenson 1973, pp. 238–239
164. ↑  Carlton 1995, p. 183; Robertson 2005, pp. 42–43
165. ↑  Gillespie 2006, p. 125
166. ↑  Coward 2003, p. 172
167. ↑  Carlton 1995, pp. 183, 229; Robertson 2005, p. 42
168. ↑  Gillespie 2006, p. 130
169. ↑  Gillespie 2006, p. 131
170. ↑  Gillespie 2006, p. 137
171. ↑  Carlton 1995, p. 229; Cust 2005, p. 306
172. ↑  Russell 1991, p. 298
173. ↑  Gillespie 2006, p. 3
174. ↑  Loades 1974, p. 413; Russell 1990, p. 43
175. ↑  Cust 2005, pp. 307–308; Russell 1990, p. 19
176. ↑  Schama 2001, p. 118
177. ↑  Starkey 2006, p. 112
178. ↑  Gregg 1981, pp. 340–341; Loades 1974, p. 415; Smith 1999, p. 127; Starkey 2006, p. 113
179. ↑  Kenyon 1978, p. 135; Smith 1999, p. 128
180. ↑  Loades 1974, p. 414
181. ↑  Carlton 1995, p. 230; Schama 2001, pp. 118–120
182. ↑  Gillespie 2006, p. 144; Schama 2001, pp. 118–120
183. ↑  Loades 1974, pp. 416–417; Schama 2001, pp. 118–120
184. ↑  Gregg 1981, pp. 341–342
185. ↑  Coward 2003, p. 200
186. ↑  Kenyon 1978, p. 136
187. ↑  Carlton 1995, p. 237
188. ↑  Smith 1999, p. 129
189. ↑  Kenyon 1978, p. 137
190. ↑  Carlton 1995, pp. 235–236; Cust 2005, pp. 323–324; Gregg 1981, p. 343; Hibbert 1968, p. 160; Loades 1974, p. 417
191. ↑  Starkey 2006, p. 113
192. ↑  Carlton 1995, p. 232; Cust 2005, p. 320; Hibbert 1968, p. 177
193. ↑  Cust 2005, pp. 321–324; Gregg 1981, p. 343; Hibbert 1968, p. 178; Starkey 2006, pp. 113–114
194. ↑  Carlton 1995, p. 232; Cust 2005, pp. 320–321; Hibbert 1968, p. 179
195. ↑  Carlton 1995, p. 233; Gregg 1981, p. 344
196. ↑  Robertson 2005, p. 62
197. ↑  Starkey 2006, p. 114
198. ↑  Loades 1974, p. 418; Starkey 2006, pp. 114–115
199. ↑  Gregg 1981, p. 344
200. ↑  Loades 1974, p. 418
201. ↑  Cust 2005, pp. 326–327; Hibbert 1968, pp. 180–181
202. ↑  Carlton 1995, pp. 234, 236; Hibbert 1968, p. 181
203. ↑  Carlton 1995, pp. 237–238; Hibbert 1968, pp. 181–182
204. ↑  Carlton 1995, p. 238; Cust 2005, pp. 338–341; Gregg 1981, p. 351
205. ↑  Cust 2005, p. 350
206. ↑  Cust 2005, p. 352; Hibbert 1968, p. 182; Loades 1974, p. 422
207. ↑  Loades 1974, pp. 423–424
208. ↑  Gregg 1981, pp. 366–367
209. ↑  Carlton 1995, p. 248
210. ↑  Gregg 1981, p. 368
211. ↑  Carlton 1995, p. 249
212. ↑  Carlton 1995, p. 254; Cust 2005, p. 371
213. ↑  Gregg 1981, pp. 378, 385; Hibbert 1968, pp. 195–198
214. ↑  Carlton 1995, p. 257
215. ↑  Carlton 1995, p. 258
216. ↑  Gregg 1981, pp. 381–382
217. ↑  Carlton 1995, p. 263; Gregg 1981, p. 382
218. ↑  Gregg 1981, pp. 382–386
219. ↑  Carlton 1995, pp. 268–269, 272; Cust 2005, p. 389; Gregg 1981, pp. 387–388
220. ↑  Gregg 1981, pp. 388–389
221. ↑  Carlton 1995, pp. 275–278; Gregg 1981, pp. 391–392
222. ↑  Cust 2005, pp. 404–405; Gregg 1981, p. 396
223. ↑  Cust 2005, pp. 403–405; Gregg 1981, pp. 396–397; Holmes 2006, pp. 72–73
224. ↑  Carlton 1995, p. 294; Cust 2005, p. 408; Gregg 1981, p. 398; Hibbert 1968, pp. 230, 232–234, 237–238
225. ↑  Carlton 1995, p. 300; Gregg 1981, p. 406; Robertson 2005, p. 67
226. ↑  Carlton 1995, pp. 303, 305; Cust 2005, p. 420; Gregg 1981, pp. 407–408
227. ↑  Carlton 1995, p. 309; Hibbert 1968, p. 241
228. ↑  Gregg 1981, p. 411
229. ↑  Carlton 1995, p. 310; Cust 2005, pp. 429–430; Gregg 1981, pp. 411–413
230. ↑  Coward 2003, pp. 224–236; Edwards 1999, p. 57; Holmes 2006, pp. 101–109
231. ↑  Gregg 1981, pp. 412–414
232. ↑  Carlton 1995, p. 311; Cust 2005, p. 431
233. ↑  Carlton 1995, pp. 312–314
234. ↑  Cust 2005, pp. 435–436
235. ↑  Gregg 1981, p. 419; Hibbert 1968, p. 247
236. ↑  Gregg 1981, pp. 419–420
237. ↑  Cust 2005, p. 437; Hibbert 1968, p. 248
238. ↑  Carlton 1995, pp. 329–330; Gregg 1981, p. 424
239. ↑  Cust 2005, p. 442
240. ↑  Carlton 1995, p. 331; Gregg 1981, p. 426
241. ↑  Coward 2003, p. 237; Robertson 2005, p. 118
242. ↑  Hibbert 1968, p. 251; Starkey 2006, pp. 122–124
243. ↑  Gregg 1981, p. 429
244. ↑  Carlton 1995, p. 336; Hibbert 1968, p. 252
245. ↑  Coward 2003, p. 237; Starkey 2006, p. 123
246. ↑  Edwards 1999, pp. 84–85; Robertson 2005, pp. 118–119; Starkey 2006, p. 123
247. ↑  Carlton 1995, p. 326; Gregg 1981, p. 422
248. ↑  Gregg 1981, pp. 420–421
249. ↑  Carlton 1995, pp. 335–337; Gregg 1981, pp. 429–430; Hibbert 1968, pp. 253–254
250. ↑  Edwards 1999, p. 99; Gregg 1981, p. 432; Hibbert 1968, pp. 255, 273
251. 1 2  Robertson 2002, pp. 4–6
252. ↑  Edwards 1999, pp. 99, 109
253. ↑  Cust 2005, p. 452; Gregg 1981, p. 432; Robertson 2005, p. 137
254. ↑  Gregg 1981, p. 433
255. ↑  Edwards 1999, pp. 125–126; Gregg 1981, p. 436
256. ↑  Gregg 1981, pp. 435–436; Robertson 2005, pp. 143–144
257. ↑  Gardiner 1906, pp. 371–374
258. ↑  Robertson 2005, pp. 15, 148–149
259. ↑  Gardiner 1906, pp. 371–374; Gregg 1981, p. 437; Robertson 2005, pp. 15, 149
260. ↑  Carlton 1995, p. 304
261. ↑  Carlton 1995, pp. 345–346; Edwards 1999, pp. 132–146; Gregg 1981, pp. 437–440
262. ↑  Carlton 1995, p. 345; Robertson 2002, pp. 4–6
263. ↑  Gardiner 1906, pp. 374–376
264. ↑  Robertson 2005, p. 15
265. ↑  Carlton 1995, p. 347; Edwards 1999, p. 146
266. ↑  Gregg 1981, pp. 440–441
267. ↑  Edwards 1999, p. 162; Hibbert 1968, p. 267
268. ↑  Carlton 1995, pp. 350–351; Gregg 1981, p. 443; Hibbert 1968, pp. 276–277
269. 1 2  «Charles I (r. 1625-1649)». The British Monarchy. Consultado em 6 de fevereiro de 2014
270. ↑  Carlton 1995, p. 352; Edwards 1999, p. 168
271. ↑  Carlton 1995, pp. 352–353; Gregg 1981, p. 443
272. ↑  Carlton 1995, p. 353; Edwards 1999, p. 178; Gregg 1981, p. 444; Hibbert 1968, p. 279; Holmes 2006, p. 93
273. ↑  Carlton 1995, p. 353; Edwards 1999, p. 179; Gregg 1981, p. 444; Hibbert 1968, pp. 157, 279
274. ↑  Gregg 1981, p. 444
275. ↑  Carlton 1995, p. 354; Edwards 1999, p. 182; Hibbert 1968, p. 279; Starkey 2006, p. 126
276. ↑  Carlton 1995, p. 354; Edwards 1999, p. 183; Gregg 1981, pp. 443–444
277. ↑  Hibbert 1968, pp. 279–280; Robertson 2005, p. 200
278. ↑  Hibbert 1968, p. 280
279. ↑  Edwards 1999, p. 184; Gregg 1981, p. 445; Hibbert 1968, p. 280
280. ↑  Edwards 1999, p. 173
281. ↑  Robertson 2005, p. 201
282. ↑  Robertson 2005, p. 333
283. ↑  Edwards 1999, p. 197; Gregg 1981, p. 445; Hibbert 1968, p. 280
284. ↑  Higgins, Charlotte (24 de novembro de 2009). «Delaroche masterpiece feared lost in war to go on show at National Gallery». The Guardian. Consultado em 8 de fevereiro de 2014
285. 1 2  Edwards 1999, p. 183
286. ↑  Edwards 1999, p. 183; Gregg 1981, p. 445
287. 1 2  Gregg 1981, p. 445
288. ↑  Edwards 1999, p. 188; Gregg 1981, p. 445
289. ↑  Edwards 1999, p. 189; Gregg 1981, p. 445
290. 1 2 3    - Kishlansky, Mark A.; Morrill, John (2008) [2004]. «Charles I (1600–1649)». Oxford Dictionary of National Biography. Oxford University Press. doi:10.1093/ref:odnb/5143
291. ↑  Gregg 1981, p. 445; Robertson 2005, pp. 208–209
292. ↑  Cust 2005, p. 461
293. ↑  Gregg 1981, p. 83; Hibbert 1968, p. 133
294. ↑  Carlton 1995, p. 141; Cust 2005, pp. 156–157; Gregg 1981, p. 194; Hibbert 1968, p. 135
295. ↑  Millar, Oliver (1958). Rubens: The Whitehall Ceiling. Oxford: University Press. p. 6
296. ↑  Gregg 1981, p. 83
297. ↑  Carlton 1995, p. 145; Hibbert 1968, p. 134
298. ↑  Carlton 1995, p. 142; Cust 2005, p. 157; Gregg 1981, pp. 167–169; Hibbert 1968, p. 135
299. ↑  Gregg 1981, pp. 249–250, 278
300. ↑  Carlton 1995, p. 142
301. ↑  Edwards 1999, p. 190; Kenyon 1978, p. 166
302. ↑  Edwards 1999, p. 190; Kenyon 1978, pp. 166–168; Loades 1974, pp. 450–452
303. ↑  Holmes 2006, p. 121; Kenyon 1978, p. 170; Loades 1974, p. 454
304. ↑  Edwards 1999, p. 190; Loades 1974, pp. 455–459
305. ↑  Holmes 2006, p. 174; Kenyon 1978, p. 177; Loades 1974, p. 459
306. ↑  Holmes 2006, pp. 175–176; Kenyon 1978, pp. 177–180
307. ↑  Stewart, George R. (1967). Names on the Land: A Historical Account of Place-Naming in the United States 3ª ed. [S.l.]: Houghton Mifflin. p. 38
308. ↑  Kenyon 1978, p. 93
309. ↑  Cust 2005, pp. 414, 466; Kenyon 1978, p. 93
310. ↑  Carlton 1995, p. xvi; Coward 2003, p. xxiii; Cust 2005, pp. 472–473
311. ↑  Carlton 1995, p. xvii; Coward 2003, p. xxii; Cust 2005, p. 466
312. ↑  Coward 2003, p. xxii
313. ↑  Carlton 1995, p. xvii
314. ↑  Heylin, Peter (1688). Cyprianus Angelicus. [S.l.: s.n.]
315. ↑  Kenyon 1978, p. 93; Robertson 2005, p. 32
316. ↑  Cust 2005, pp. 466–474
317. ↑  Kenyon 1978, p. 94; Sharpe 1992, p. 198
318. ↑  Gardiner 1906, p. 83
319. 1 2 3 4 5  Weir 1996, p. 252
320. ↑  Wallis 1921, p. 61
321. ↑  Weir 1996, p. 286
322. ↑  Edwards 1999, p. 160; Gregg 1981, pp. 436, 440
323. ↑  Ashmole 1715, p. 532
324. ↑  Ashmole 1715, pp. 531, 534
325. ↑  Johnston 1906, p. 18
326. ↑  Weir 1996, pp. 252–254
327. ↑  Louda & Maclagan 1999, pp. 27, 50